# 日本製航空機の一覧
これは日本のメーカーが製造した航空機の一覧である。日本の航空業界は第二次世界大戦終結後、GHQによって航空機の製造を禁止されていたため、戦前と戦後をはっきりと区別することができる。

## 第二次世界大戦前 - 戦中
軍ではグラマン複座戦闘機などを輸入して研究を行っていた。初期にはソ式偵察機/戦闘機/練習機のように輸入した機体をそのまま利用することもあったが、メーカー側がノックダウン生産やライセンス生産で技術を吸収したため、第二次世界大戦前には国内での設計も可能となっていた。
なおプロペラに関しては終戦までハミルトン・スタンダードのライセンス生産品が主力であった。

### 大日本帝国陸軍
陸軍は航空企業に開発仕様書を数多く提出し、要求も技術をはるかに上回ることが少なくなかった。このため、実現しなかった航空機、試作で終わった航空機がかなりの数に上るが、膨大な試作機を製作させることで、結果として国内各社の製造技術力を押し上げることとなった。
1933年（昭和8年）に試作呼称が制定され、九三式以降の陸軍航空機には「キ○○」と言う開発番号が振られている。「キ」は機体、「ク」はグライダー、「ハ」は発動機である。
| 番号    | 名称                                | 製造者                              | 生産数              | 備考                                                                     |
| ------- | ----------------------------------- | ----------------------------------- | ------------------- | ------------------------------------------------------------------------ |
|         | 軽気球                              | 陸軍士官学校                        | 1                   | 西南戦争時に製作されるも実戦には未投入                                   |
|         | 徳永式凧式繋留気球                  | 陸軍                                | 1                   | 試作のみ                                                                 |
|         | 日本式繋留気球                      | 気球製作所                          | 18                  | 数種類が存在・「山田式」とも                                             |
|         | 四三式繋留気球                      | 気球製作所                          | -                   | 日本式基本                                                               |
|         | 練習用凧式気球                      | 陸軍                                | 1                   |                                                                          |
|         | 日野式1号飛行機                     | 日野熊蔵                            | 1                   | 個人製作機を買い上げ 飛行せず                                            |
|         | 日野式2号飛行機                     | 日野熊蔵                            | 1                   | 個人製作機を買い上げ 飛行せず                                            |
|         | 奈良原式1号飛行機                   | 奈良原三次                          | 1                   | 個人製作機を買い上げ 飛行せず                                            |
|         | 会式イ号航空船                      | 臨時軍用気球研究会                  | 1                   |                                                                          |
|         | 会式一号飛行機                      | 臨時軍用気球研究会                  | 1                   | ファルマン III基本 初の国産軍用飛行機                                    |
|         | 会式二号/三号飛行機                 | 臨時軍用気球研究会                  | 2                   | 会式一号の改良型                                                         |
|         | 会式四号飛行機                      | 臨時軍用気球研究会                  | 1                   | 会式二号/三号の発動機転換 後に会式三号も四号と同型に改造                 |
|         | 滋野式わか鳥号飛行機                | 滋野清武                            | 1                   | フランスで製作 個人製作機を買い上げ                                      |
|         | モ式三年型飛行機                    | 東京砲兵工廠 臨時軍用気球研究会     | 30                  | モーリス・ファルマン MF.7 国産化                                         |
|         | モ式四型飛行機                      | 東京砲兵工廠 陸軍航空部             | 84                  | モーリス・ファルマン MF.11 国産化                                        |
|         | モ式五型飛行機                      | 東京砲兵工廠 陸軍航空部             | 11                  | モ式四型の複座練習機型                                                   |
|         | モ式六型飛行機                      | 東京砲兵工廠 陸軍航空部             | 134                 | モ式四型の改良型                                                         |
|         | 会式二年型飛行機                    | 臨時軍用気球研究会                  | 2                   | 会式四号の発展型                                                         |
|         | 会式複圧軟式航空船                  | 臨時軍用気球研究会                  | 0                   | 計画のみ                                                                 |
|         | 会式三年型飛行機                    | 臨時軍用気球研究会                  | 1                   | モ式三年型改造                                                           |
|         | 会式雄飛号航空船                    | 臨時軍用気球研究会                  | 1                   | パルゼバール航空船改造                                                   |
|         | 会式七号飛行機                      | 臨時軍用気球研究会                  | 1                   | MF.11改造                                                                |
|         | 会式七号小型飛行機                  | 臨時軍用気球研究会                  | 1                   | カーチス モデルD基本 初の国産戦闘機                                      |
|         | 会式ロ号航空船                      | 臨時軍用気球研究会                  | 0                   | 計画中止                                                                 |
|         | 制式一号飛行機                      | 臨時軍用気球研究会                  | 1                   |                                                                          |
|         | 制式二号飛行機                      | 臨時軍用気球研究会                  | 1                   |                                                                          |
|         | 制式三号飛行機                      | 臨時軍用気球研究会                  | 0                   | 計画中止                                                                 |
|         | 会式試作爆撃機                      | 臨時軍用気球研究会                  | 0                   | 製作途中に計画中止                                                       |
|         | 甲式一型練習機                      | 三菱造船                            | 57                  | ニューポール 81E2 国産化                                                 |
|         | 一型滑走機                          | 陸軍                                | 少数                | モラン・ソルニエ MS12R基本 飛行能力なし                                  |
|         | 二型滑走機                          | 陸軍航空部/中島                     | 15                  | ニューポール 81基本 飛行能力なし                                         |
|         | 三型滑走機                          | 陸軍航空部                          | 30                  | 飛行能力なし                                                             |
|         | 甲式二型練習機                      | 中島飛行機                          | 85                  | ニューポール 83E2 国産化                                                 |
|         | 甲式三型戦闘機/練習機               | 陸軍/中島                           | 308                 | ニューポール 24C1 国産化                                                 |
|         | 乙式一型偵察機                      | 陸軍航空部/川崎                     | 930以上             | サルムソン 2A2 ライセンス生産                                            |
|         | スタンダード式練習機                | 陸軍航空部                          | 3                   | スタンダード H.3 改良国産化                                              |
|         | サルムソンSAL7A2偵察機性能向上型    | 川崎                                | -                   | 不採用                                                                   |
|         | 中島式一型複葉機                    | 中島                                | 1                   | 陸軍には納入されず                                                       |
|         | 中島式四型複葉機                    | 中島                                | 1                   | 中島式五型の原型機                                                       |
|         | 中島式五型練習機                    | 中島                                | 100                 |                                                                          |
|         | 校式一型試作偵察機                  | 所沢陸軍航空学校                    | 1                   | 制式三号改設計                                                           |
|         | 校式二型試作戦闘機                  | 所沢陸軍航空学校                    | 2                   |                                                                          |
|         | 校式A-3試作遠距離偵察機             | 所沢陸軍航空学校                    | 1                   |                                                                          |
|         | 校式試作爆撃機                      | 所沢陸軍航空学校                    | 0                   | 計画のみ                                                                 |
|         | 甲式四型戦闘機                      | 中島                                | 654                 | ニューポール 29C2 ライセンス生産                                         |
|         | 試製三型戦闘機                      | 陸軍航空本部                        | 1                   | 甲式四型基本・実験用                                                     |
|         | 己式一型練習機                      | 三菱造船/東京砲兵工廠               | 159                 | アンリオ HD.14 ライセンス生産                                            |
|         | 八七式重爆撃機                      | 川崎航空機                          | 34                  | 設計はドルニエ                                                           |
|         | 八七式軽爆撃機                      | 三菱航空機                          | 48                  | 三菱一三式艦攻の陸軍型                                                   |
|         | 鷲型試作軽爆撃機                    | 三菱航空機                          | 1                   | 不採用                                                                   |
|         | 中島ブレゲー 19B-2試作軽爆撃機      | 中島                                | 2                   | ライセンス生産・不採用                                                   |
|         | ドルニエー Do.C陸上機               | 川崎                                | 1                   | ライセンス生産・不採用                                                   |
|         | 試製三座軽爆撃機                    | 陸軍航空部                          | 2                   | 不採用                                                                   |
|         | 一型繋留気球                        | 陸軍/藤倉工業/東京イー・シー工業    | 25                  | R型繋留気球基本・準制式                                                  |
|         | 一型自由気球                        | 陸軍/気球製作所/藤倉/東京イー・シー | 18                  | 仮制式                                                                   |
|         | 八八式偵察/軽爆撃機                 | 川崎                                | 1,117               |                                                                          |
|         | 鳶型試作偵察機                      | 三菱                                | 2                   | 不採用                                                                   |
|         | T-1試作偵察機                       | 石川島飛行機                        | 0                   | 計画のみ                                                                 |
|         | T-2試作偵察機                       | 石川島飛行機                        | 2                   | 不採用                                                                   |
|         | T-3試作偵察機                       | 石川島飛行機                        | 1                   | T-2改造・不採用                                                          |
|         | N-35試作偵察機                      | 中島                                | 1                   | 不採用                                                                   |
|         | R-1試作練習機                       | 石川島                              | 1                   | 旧称CM-1・不採用                                                         |
|         | R-2試作練習機                       | 石川島                              | 2                   | 不採用                                                                   |
|         | 蜻蛉型練習機                        | 三菱                                | 1                   | 己式一型基本・不採用                                                     |
|         | 九一式戦闘機                        | 中島                                | 450                 |                                                                          |
|         | 隼型試作戦闘機                      | 三菱                                | 2                   | 不採用                                                                   |
|         | KDA-3試作戦闘機                     | 川崎                                | 3                   | 不採用                                                                   |
|         | 都市防空戦闘機                      | 石川島                              | 0                   | 計画中止                                                                 |
|         | R-3練習機                           | 石川島                              | 5                   | 不採用                                                                   |
|         | R-5試作練習機                       | 石川島                              | 2                   | 不採用                                                                   |
|         | T-5偵察機                           | 石川島                              | 0                   | 計画のみ                                                                 |
|         | 藤田式初級滑空機                    | 所沢陸軍飛行学校                    | 1                   | 藤田雄蔵中尉による自主開発                                               |
|         | 九一式繋留気球                      | 陸軍                                | -                   | フランス製BD型繋留気球基本                                               |
|         | 九二式偵察機                        | 三菱                                | 230                 |                                                                          |
|         | 試作近距離偵察機                    | 三菱                                | 1                   | 不採用                                                                   |
|         | 中島式ブルドッグ戦闘機              | 中島                                | 2                   | ブリストル ブルドッグ改良 ライセンス生産・試作のみ                       |
|         | KDA-6試作偵察機                     | 川崎                                | 1                   | 不採用                                                                   |
|         | 九二式戦闘機                        | 川崎                                | 385                 |                                                                          |
| キ-1    | 九三式重爆撃機                      | 三菱                                | 118                 | ユンカース K37基本                                                       |
| キ-2    | 九三式双発軽爆撃機                  | 三菱                                | 174                 | ユンカース K37基本                                                       |
| キ-3    | 九三式単発軽爆撃機                  | 川崎                                | 243                 |                                                                          |
| キ-4    | 九四式偵察機                        | 中島                                | 383                 |                                                                          |
| キ-5    | キ5試作戦闘機                       | 川崎                                | 1                   | 不採用                                                                   |
| キ-6    | 九五式二型練習機                    | 中島                                | 20                  | 準制式                                                                   |
| キ-7    | キ7試作機上作業練習機               | 三菱                                | 2                   | 不採用                                                                   |
| キ-8    | キ8試作複座戦闘機                   | 中島                                | 5                   | 不採用                                                                   |
| キ-9    | 九五式一型練習機                    | 石川島飛行機                        | 2,618               | 愛称「赤とんぼ」                                                         |
| キ-10   | 九五式戦闘機                        | 川崎                                | 588                 |                                                                          |
| キ-11   | キ11試作戦闘機                      | 中島                                | 4                   | 不採用                                                                   |
| キ-12   | キ12試作戦闘機                      | 中島                                | 1                   | 不採用                                                                   |
| キ-13   | キ13試作襲撃機                      | 中島                                | 0                   | 計画のみ・詳細不明                                                       |
| キ-14   | キ14試作偵察機                      | 三菱                                | 0                   | 計画のみ・詳細不明                                                       |
| キ-15   | 九七式司令部偵察機                  | 三菱                                | 437                 |                                                                          |
| キ-16   | キ16試作輸送機                      | 中島                                | 0                   | ダグラス DC-2基本 計画のみ                                               |
| キ-17   | 九五式三型練習機                    | 石川島                              | 560                 | 準制式                                                                   |
| キ-18   | キ18試作戦闘機                      | 三菱                                | 1                   | 不採用                                                                   |
| キ-19   | キ19試作重爆撃機                    | 中島                                | 8                   | 不採用                                                                   |
| キ-20   | 九二式重爆撃機                      | 三菱                                | 6                   | ユンカース G.38基本                                                      |
| キ-21   | 九七式重爆撃機                      | 三菱                                | 2,046               |                                                                          |
| キ-22   | キ22試作爆撃機                      | 川崎                                | 0                   | 計画のみ                                                                 |
| キ-23   | キ23試作滑空機                      | 福田軽飛行機                        | -                   | 不採用                                                                   |
| キ-24   | キ24試作滑空機                      | 石川島                              | 110                 | ESG グルナウ9基本 準制式                                                 |
| キ-25   | キ25試作滑空機                      | 石川島                              | 2                   | ゲッピンゲン Gö 3基本 不採用                                             |
| キ-26   | キ26試作滑空機                      | 石川島                              | 1                   | 開発中止                                                                 |
| キ-27   | 九七式戦闘機                        | 中島                                | 3382                |                                                                          |
| キ-28   | キ28試作戦闘機                      | 川崎                                | 2                   | 不採用                                                                   |
| キ-29   | キ29試作軽爆撃機                    | 立川（旧石川島）                    | 2                   | 開発中止                                                                 |
| キ-30   | 九七式軽爆撃機                      | 三菱                                | 820                 |                                                                          |
| キ-31   | キ31試作軽爆撃機                    | 中島                                | 0                   | 開発中止                                                                 |
| キ-32   | 九八式軽爆撃機                      | 川崎                                | 846                 |                                                                          |
| キ-33   | キ33試作戦闘機                      | 三菱                                | 2                   | 不採用（競争試作）                                                       |
| キ-34   | 九七式輸送機                        | 中島                                | 332                 | 中島AT-2改修                                                             |
| キ-35   | キ35試作直協偵察機                  | 三菱                                | 0                   | 計画のみ                                                                 |
| キ-36   | 九八式直接協同偵察機                | 立川                                | 1,333               |                                                                          |
| キ-37   | キ37試作複座戦闘機                  | 中島                                | 0                   | 計画のみ                                                                 |
| キ-38   | キ38試作双発複座戦闘機              | 川崎                                | 0                   | 計画のみ                                                                 |
| キ-39   | キ39試作複座戦闘機                  | 三菱                                | 0                   | 計画のみ                                                                 |
| キ-40   | キ40試作司令部偵察機                | 三菱                                | 0                   | 計画のみ                                                                 |
| キ-41   | キ41試作高速輸送機                  | 中島                                | 0                   | 計画のみ・詳細不明                                                       |
| キ-42   | キ42試作重爆撃機                    | 三菱                                | 0                   | 計画のみ・詳細不明                                                       |
| キ-43   | 一式戦闘機「隼」                    | 中島                                | 5,751               |                                                                          |
| キ-44   | 二式単座戦闘機「鍾馗」              | 中島                                | 1,175               |                                                                          |
| キ-45   | キ45試作複座戦闘機                  | 川崎                                | 12                  |                                                                          |
| キ-45改 | 二式複座戦闘機「屠龍」              | 川崎                                | 1,690               |                                                                          |
| キ-46   | 一〇〇式司令部偵察機                | 三菱                                | 1,746               |                                                                          |
| キ-47   | キ47試作軽爆撃機                    | 三菱                                | 0                   | 計画のみ                                                                 |
| キ-48   | 九九式双発軽爆撃機                  | 川崎                                | 1,977               |                                                                          |
| キ-49   | 一〇〇式重爆撃機「呑龍」            | 中島                                | 786                 |                                                                          |
| キ-50   | キ50試作重爆撃機                    | 三菱                                | 0                   | 計画のみ                                                                 |
| キ-51   | 九九式襲撃機/九九式軍偵察機         | 三菱                                | 約2,000             |                                                                          |
| キ-52   | キ52試作攻撃機                      | 中島                                | 0                   | 海軍十一試艦爆基本・計画のみ                                             |
| キ-53   | キ53試作多座戦闘機                  | 中島                                | 0                   | 計画のみ                                                                 |
| キ-54   | 一式双発高等練習機                  | 立川                                | 1,342               |                                                                          |
| キ-55   | 九九式高等練習機                    | 立川                                | 1,386               |                                                                          |
| キ-56   | 一式貨物輸送機                      | 川崎                                | 121                 | ロッキード L-14 スーパーエレクトラ基本                                   |
| キ-57   | 一〇〇式輸送機                      | 三菱                                | 517                 | 九七式重爆基本                                                           |
| キ-58   | キ58試作多座掩護戦闘機              | 中島                                | 3                   | 一〇〇式重爆基本・不採用                                                 |
| キ-59   | 一式輸送機                          | 日本国際航空                        | 19                  | 民間機TK-3改造開発                                                       |
| キ-60   | キ60試作戦闘機                      | 川崎                                | 3                   | 不採用                                                                   |
| キ-61   | 三式戦闘機「飛燕」                  | 川崎                                | 2,849               |                                                                          |
| キ-62   | キ62試作戦闘機                      | 中島                                | 0                   | 一式戦二型と一本化                                                       |
| キ-63   | キ63試作戦闘機                      | 中島                                | 0                   | 二式単戦の第二次性能向上型と一本化                                       |
| キ-64   | キ64試作戦闘機                      | 川崎                                | 1                   | 不採用                                                                   |
| キ-65   | キ65試作襲撃機                      | 三菱                                | 0                   | 計画中止                                                                 |
| キ-65   | キ65試作戦闘機                      | 三菱 / 満州飛行機                   | 0 / 0               | 両者計画中止 三菱機は海軍十四試局戦基本                                  |
| キ-66   | キ66試作急降下爆撃機                | 川崎                                | 6                   | 不採用                                                                   |
| キ-67   | 四式重爆撃機「飛龍」                | 三菱                                | 707                 |                                                                          |
| キ-68   | キ68試作長距離爆撃機                | 中島                                | 0                   | 海軍十三試大攻基本・不採用                                               |
| キ-69   | キ69試作爆撃掩護機                  | 三菱                                | 0                   | 四式重爆基本・計画のみ                                                   |
| キ-70   | キ70試作司令部偵察機                | 立川                                | 3                   | 開発中止                                                                 |
| キ-71   | キ71試作軍偵/襲撃機                 | 満州                                | 3                   | 不採用                                                                   |
| キ-72   | キ72試作直協偵察機                  | 立川                                | 0                   | 計画のみ                                                                 |
| キ-73   | キ73超高速偵察実験機                | 三菱                                | 0                   | 計画のみ                                                                 |
| キ-74   | キ74試作遠距離偵察爆撃機            | 立川                                | 14                  | 敗戦により開発中断                                                       |
| キ-75   | キ75試作複座戦闘機                  | 中島                                | 0                   | 計画のみ                                                                 |
| キ-76   | 三式指揮連絡機                      | 日本国際航空                        | -                   | STOL機・陸軍初の艦上固定翼機                                             |
| キ-77   | キ77長距離研究機                    | 立川                                | 2                   | 研究目的                                                                 |
| キ-78   | キ78高速研究機「研三」              | 川崎                                | 1                   | 研究目的                                                                 |
| キ-79   | 二式高等練習機                      | 満州                                | 3,710               |                                                                          |
| キ-80   | キ80試作重爆指揮官機                | 中島                                | 2                   | 一〇〇式重爆基本・開発中止                                               |
| キ-81   | キ81試作軽爆指揮官機                | 川崎                                | 0                   | 九九式双軽爆基本・開発中止                                               |
| キ-82   | キ82試作爆撃機                      | 中島                                | 0                   | 計画のみ                                                                 |
| キ-83   | キ83試作遠距離戦闘機                | 三菱                                | 4                   | 敗戦により開発中断                                                       |
| キ-84   | 四式戦闘機「疾風」                  | 中島                                | 3,421               |                                                                          |
| キ-85   | キ85試作遠距離爆撃機                | 川崎                                | 0                   | キ68の移転・計画中止                                                     |
| キ-86   | 四式基本練習機                      | 日本国際                            | 1030                | ビュッカー Bü 131基本                                                    |
| キ-87   | キ87試作高高度戦闘機                | 中島                                | 2                   | 敗戦により開発中断                                                       |
| キ-88   | キ88試作防空戦闘機                  | 川崎                                | 0                   | 開発中止                                                                 |
| キ-89   | キ89急降下爆撃研究機                | 川崎                                | 0                   | 計画のみ                                                                 |
| キ-90   | キ90試作遠距離爆撃機                | 三菱                                | 0                   | ユンカース Ju 90基本 日独共同開発・計画のみ                              |
| キ-90   | キ90試作近距離爆撃機                | 三菱                                | 0                   | 開発中止                                                                 |
| キ-91   | キ91試作遠距離爆撃機                | 川崎                                | 0                   | 開発中止                                                                 |
| キ-92   | キ92試作輸送機                      | 立川                                | 1                   | 開発中止                                                                 |
| キ-93   | キ93試作襲撃機                      | 陸軍航空工廠                        | 1                   | 敗戦により開発中断                                                       |
| キ-94I  | キ94I試作高高度防空戦闘機           | 立川                                | 0                   | 開発中止                                                                 |
| キ-94II | キ94II試作高高度防空戦闘機          | 立川                                | 2                   | 敗戦により開発中断                                                       |
| キ-95   | キ95試作司令部偵察機                | 三菱                                | 0                   |                                                                          |
| キ-96   | キ96試作双発戦闘機                  | 川崎                                | 3                   | 開発中止                                                                 |
| キ-97   | キ97試作輸送機                      | 三菱                                | 0                   | 四式重爆基本・開発中止                                                   |
| キ-98   | キ98試作戦闘襲撃機                  | 満州                                | 0                   | 開発中止                                                                 |
| キ-99   | キ99試作局地戦闘機                  | 三菱                                | 0                   | 計画中止                                                                 |
| キ-100  | 五式戦闘機                          | 川崎                                | 393                 |                                                                          |
| キ-101  | キ101試作夜間戦闘機                 | 中島                                | 0                   | 計画のみ                                                                 |
| キ-102  | キ102試作戦闘/襲撃機                | 川崎                                | 238                 | 非制式で実戦投入                                                         |
| キ-103  | キ103試作襲撃機                     | 三菱                                | 0                   | 計画のみ                                                                 |
| キ-104  | キ104試作襲撃機                     | 陸軍航空技術研究所                  | 0                   | キ94I基本・計画中止                                                      |
| キ-105  | キ105試作輸送機「鴻」               | 日本国際                            | 9                   | ク7動力化・敗戦により開発中断                                            |
| キ-106  | キ106試作戦闘機                     | 立川                                | 10                  | 四式戦木製化・敗戦により開発中断                                         |
| キ-107  | キ107試作初歩練習機                 | 東京航空                            | 45                  | 木製練習機                                                               |
| キ-108  | キ108試作高高度戦闘機               | 川崎                                | 2                   | 研究目的                                                                 |
| キ-109  | キ109試作特殊防空戦闘機             | 三菱                                | 22                  | 非制式で実戦投入                                                         |
| キ-110  | キ110試作双発練習機                 | 立川                                | 0                   | 一式双高練木製化・敗戦により開発中断                                     |
| キ-111  | キ111試作燃料輸送機                 | 立川                                | 0                   | ク8動力化・計画のみ                                                      |
| キ-112  | キ112試作重爆撃機                   | 三菱                                | 0                   | 四式重爆木製化とも・計画のみ                                             |
| キ-113  | キ113試作戦闘機                     | 中島                                | 0                   | 四式戦特殊鋼製化・敗戦により開発中断                                     |
| キ-114  | キ114試作輸送機                     | 立川                                | 0                   | キ92木製化・計画のみ                                                     |
| キ-115  | 特殊攻撃機「剣」                    | 中島                                | 105                 | 敗戦により開発中断                                                       |
| キ-116  | キ116試作戦闘機                     | 満州                                | 1                   | 四式戦発動機転換・敗戦により開発中断                                     |
| キ-117  | キ117試作戦闘機                     | 中島                                | 0                   | 四式戦発動機転換・敗戦により開発中断                                     |
| キ-118  | キ118試作戦闘機                     | 三菱                                | 0                   | 計画のみ・海軍「烈風」基本とも                                           |
| キ-119  | キ119試作戦闘爆撃機                 | 川崎                                | 0                   | 敗戦により開発中断                                                       |
| キ-120  | キ120試作輸送機                     | 立川                                | 0                   | 未着手・キ74基本とも                                                     |
| キ-128  | キ128試作戦闘機                     | -                                   | 0                   | 未着手                                                                   |
| キ147   | イ号一型甲無線誘導弾                | 三菱                                | -                   |                                                                          |
| キ-148  | イ号一型乙無線誘導弾                | 川崎                                | -                   |                                                                          |
| キ-167  | キ167試作練習機                     | -                                   | 0                   | 未着手                                                                   |
| キ-167  | 陸軍試作攻撃機（桜弾機）            | 三菱                                | 9以上               | 四式重爆基本 キ167の名称は非公式なもの                                   |
| キ-174  | キ174試作軽爆撃機                   | 立川                                | 0                   | 未着手                                                                   |
| キ-200  | キ200試作高高度局地戦闘機「秋水」   | 三菱                                | 2                   | メッサーシュミット Me 163の設計参考・海軍との共同開発 敗戦により開発中断 |
| キ-201  | キ201試作戦闘爆撃機「火龍」         | 中島                                | 0                   | メッサーシュミット Me 262の設計参考 敗戦により開発中断                   |
| キ-202  | キ202試作高高度局地戦闘機「秋水改」 | 三菱                                | 0                   | 計画のみ                                                                 |
| ク1     | 二式小型輸送滑空機                  | 前田航研                            | 約100               |                                                                          |
| ク2     | 萱場二型滑空機                      | 萱場製作所                          | 1                   | 研究目的                                                                 |
| ク3     | 萱場三型滑空機                      | 萱場製作所                          | 1                   | 研究目的                                                                 |
| ク4     | 萱場四型無尾翼軽飛行機              | 萱場製作所                          | 0                   | 研究目的・開発中止                                                       |
| ク5     | ク5試作滑空機                       | 前田航研                            | -                   | 試作のみ                                                                 |
| ク6     | 特三号戦車                          | 前田航研/三菱                       | 0                   | 滑空可能な空挺戦車・開発中止                                             |
| ク7     | ク7試作輸送滑空機「まなづる」       | 日本国際                            | 2                   | 不採用                                                                   |
| ク8I    | 実験用滑空機                        | 日本国際                            | -                   | 一式輸送機基本・試作のみ                                                 |
| ク8II   | 四式特殊輸送機                      | 日本国際                            | 619                 |                                                                          |
| ク9     | ク9試作輸送滑空機                   | 福田軽飛行機                        | 0                   | 計画中止                                                                 |
| ク10    | ク10試作無制限曲技滑空機            | 前田航研                            | 35                  |                                                                          |
| ク11    | ク11試作輸送滑空機                  | 日本小型飛行機                      | 3                   | 敗戦により開発中断                                                       |
| ク12    | ク12試作練習用滑空機                | 福田                                | 少数                | 試作のみ                                                                 |
| ク13    | 秋水滑空機                          | 海軍航空技術廠                      | 50 - 60（海軍機含） | 海軍開発・海軍名「秋草」                                                 |
| ク14    | ク14試作滑空機                      | 日本小型                            | -                   | 海軍「若草」または日本小型式K-14型の陸軍仕様                             |
| ク17    | ク17試作燃料輸送滑空機              | 日本小型                            | 0                   | 計画のみ                                                                 |
|         | 九三式繋留気球                      | 陸軍                                | -                   |                                                                          |
|         | 九三式防空気球                      | 陸軍                                | -                   | 無人                                                                     |
|         | 試製防空用小気球                    | 陸軍                                | -                   | 無人・試作のみ                                                           |
|         | 九五式偵察気球                      | 陸軍                                | -                   |                                                                          |
| フ1     | フ1試作気球                         | 陸軍                                | -                   | 詳細不明                                                                 |
|         | 九八式偵察気球                      | 陸軍/藤倉                           | -                   |                                                                          |
|         | 一〇〇式偵察気球                    | -                                   | -                   | 詳細不明                                                                 |
| フ3     | 一式偵察気球                        | 陸軍/藤倉                           | -                   |                                                                          |
|         | 一式防空気球                        | 東京第一陸軍造兵廠ほか              | -                   | 無人                                                                     |
|         | 二式防空気球                        | 東京第一陸軍造兵廠ほか              | -                   | 未成・無人                                                               |
|         | 空中歩行具                          | 陸軍                                | -                   | 特殊部隊用の人間気球                                                     |
|         | 空挺作戦用小型気球                  | 陸軍                                | -                   | 試作のみ                                                                 |
|         | 測風気球                            | -                                   | -                   | 三〇瓦、四〇瓦など数種類が存在 無人                                      |
|         | ふ号兵器                            | 陸軍登戸研究所                      | 約10,000            | 風船爆弾                                                                 |
|         | フォッカー患者輸送機                | 中島                                | 5                   | フォッカー スーパーユニバーサル基本                                      |
|         | 陸軍小型軽患者輸送機                | 石川島                              | 25                  |                                                                          |
|         | DC-2輸送機                          | 中島                                | 6                   | ライセンス生産・民間から徴用                                             |
|         | DC-3輸送機                          | 昭和飛行機/立川                     | 約20                | 零式輸送機の陸軍仕様・海軍より譲渡                                       |
|         | 満航式三型連絡機                    | 満州                                | 4                   | デ・ハビランド プス・モス国産化                                          |
|         | 立川式小型連絡機                    | 立川                                | 3                   | 九五式一型練習機基本                                                     |
|         | ロ式輸送機                          | 立川                                | 45                  | ロッキード スーパーエレクトラ ライセンス生産                             |
|         | R-38試作練習機                      | 立川                                | 2                   | 不採用                                                                   |
|         | グルナウ九型初級滑空機              | 所沢陸軍飛行学校                    | 2                   | 国産化                                                                   |
|         | 九帝五型上級滑空機                  | 九州帝国大学                        | 1                   | 民間機を転用                                                             |
|         | オリンピア・マイゼ上級滑空機        | 日本滑空機工業組合                  | -                   | 設計はDFS・国産化 民間機を転用                                           |
|         | 光式3.1型上級滑空機                 | 福田                                | -                   | ゲッピンゲン Gö 1基本 民間機を転用                                       |
|         | 光式5.1型上級滑空機                 | 福田                                | -                   | オリンピア・マイゼ基本 民間機を転用                                      |
|         | 光式2.2型中級滑空機                 | 福田                                | -                   | 民間機を転用                                                             |
|         | 試案重戦闘機                        | 陸軍航技研                          | 0                   | 計画のみ・2案が存在                                                      |
|         | 試案軽爆撃機                        | 陸軍航技研                          | 0                   | 計画のみ・5案が存在                                                      |
|         | 試案司令部偵察機                    | 陸軍航技研                          | 0                   | 計画のみ・2案が存在                                                      |
|         | 試案重爆撃機                        | 陸軍航技研                          | 0                   | 計画のみ・2案が存在                                                      |
|         | 試案高速機                          | 陸軍航技研                          | 0                   | 計画のみ                                                                 |
|         | K-1層流翼研究機                     | 立川                                | 1                   | 研究目的・九七式戦闘機改造                                               |
|         | ロ式B型高々度研究機                 | 立川                                | 2                   | 研究目的・ロ式輸送機基本                                                 |
|         | 研三第二号機                        | 川崎                                | 0                   | 研究目的・構想のみ                                                       |
|         | 川崎ロケット機                      | 川崎                                | 0                   | Me 262基本・キ201に変更                                                  |
|         | タ号試作特殊攻撃機                  | 立川 / 日本国際                     | 立川製2 日本国際製1 | 敗戦により開発中断                                                       |
|         | つ号試作特殊攻撃機                  | 日本国際                            | -                   | 試作のみ・詳細不明                                                       |
|         | 義号試作特殊攻撃機                  | 日本国際                            | -                   | 試作のみ・詳細不明                                                       |
| オ1/オ2 | カ号観測機                          | 萱場                                | 98                  | オートジャイロ ケレット KD-1A基本                                        |
|         | テ号観測機                          | 神戸製鋼                            | 1                   | STOL機 テスト飛行中に墜落して開発中止                                    |
|         | 陸軍砲兵観測機                      | 陸軍砲兵工廠                        | 0                   | 略称RGK・計画のみ                                                        |
|         | 試作単座奇襲機                      | 東京航空                            | 0                   | 開発中止・海軍との共同開発                                               |
|         | 萱場一型滑空機                      | 萱場                                | 1                   | 研究目的                                                                 |
|         | 近距離戦闘機「かつをどり」          | 萱場                                | 0                   | 計画のみ                                                                 |
|         | 陸軍単発噴進式戦闘機                | 陸軍航空工廠                        | 0                   | 敗戦により計画中止                                                       |
|         | 特殊蝶番試作レ号                    | 横浜高工                            | 1                   | 敗戦により計画中止                                                       |
|         | 特殊小型爆撃機                      | 陸軍                                | 0                   | 対空ミサイル・計画のみ 大型と小型の2種が存在                             |
|         | 試作遠距離爆撃機「富嶽」            | 中島                                | 0                   | 未着手・海軍との共同開発                                                 |

### 大日本帝国海軍
海軍は陸軍ほどに仕様書を出さなかったものの、その要求の過酷さは陸軍をも上回るものであり、また開発内容も時によって次々に変更された。そのような海軍の要求に応えて製作された『零式艦上戦闘機（零戦）』は、世界で最も有名な日本製の航空機であるといえる。機体番号は先頭のローマ字が機種、次いで数字が開発順序、次のローマ字は開発会社（M・三菱、N・中島、K・川西など）で、派生型を示す数字が続き、機体によっては小規模改修を示す小文字のアルファベットが付加される。派生型の用途によってその後にローマ字がつくこともある（例：局地戦闘機J1Nの派生である二式陸上偵察機は原型機のJ1N1に陸上偵察機を示すRを付加しJ1N1-Rと表記される）。後年には制式名称が「○○式--」から固有名詞に変わった。名称の基準は、以下の通り。
- 「甲戦闘機=風」・「乙戦闘機=電、雷」・「丙戦闘機=光」・「偵察機=雲」・「攻撃機=山」・「爆撃機=星、銀河」・「哨戒機=海、洋」・「輸送機=空」・「練習機=草木」・「滑空機=草木（草）」・「特攻機=草木（花）」

| A：艦上戦闘機          |                                                      |                          |           |                                                                      |
| 番号                   | 名称                                                 | 製造者                   | 生産数    | 備考                                                                 |
|                        | ソッピース パップ戦闘機                              | 横須賀海軍工廠           | 少数      | 国産化                                                               |
|                        | グロスター スパローホーク艦上戦闘機                  | 横須賀海軍工廠           | 50        | ノックダウン生産                                                     |
|                        | 一〇式艦上戦闘機                                     | 三菱航空機               | 128       | 最初の国産戦闘機 （設計は英スミス氏）                                |
| A1N                    | 三式艦上戦闘機                                       | 中島                     | 約100     | 中島グロスター式                                                     |
|                        | 鷹型試作艦上戦闘機                                   | 三菱                     | 2         | 不採用                                                               |
|                        | K-11試作艦上戦闘機                                   | 川西                     | 2         | 不採用                                                               |
|                        | 吉田ブルドッグ戦闘機                                 | 中島                     | -         | 九〇式艦戦の原型機・不採用                                           |
| A2N                    | 九〇式艦上戦闘機                                     | 中島                     | 106以上   | 最初の純国産戦闘機                                                   |
|                        | 六試艦上複座戦闘機                                   | 中島                     | 2         | 不採用                                                               |
| A3N/M                  | 七試艦上戦闘機                                       | 三菱 / 中島              | 2 / 1     | 両者不採用                                                           |
| A3N                    | 九〇式練習戦闘機                                     | 中島                     | 66        | 九〇式艦戦の練習機型                                                 |
|                        | 八試複座戦闘機                                       | 三菱 / 中島              | 2 / 1     | 両者不採用                                                           |
| A4N                    | 九五式艦上戦闘機                                     | 中島                     | 221       |                                                                      |
|                        | 九試単座戦闘機                                       | 三菱 / 中島              | 6 / 1     | 三菱案が九六式艦戦に発展 中島案はキ11基本・不採用                    |
| A5M                    | 九六式艦上戦闘機                                     | 三菱重工業               | 約982     | 最初の全金属・単翼戦闘機                                             |
| A6M/N                  | 十二試艦上戦闘機                                     | 三菱 / 中島              | 2 / 0     | 三菱案が零戦に発展 中島案は計画中止                                  |
| A6M                    | 零式艦上戦闘機                                       | 三菱                     | 約10,098  |                                                                      |
|                        | 十三試艦上戦闘機                                     | 三菱                     | 0         | 計画のみ                                                             |
|                        | 十六試艦上戦闘機                                     | 三菱                     | 0         | 計画のみ                                                             |
| A7M                    | 艦上戦闘機「烈風」                                   | 三菱                     | 8         | 敗戦により中断                                                       |
| B：艦上攻撃機          |                                                      |                          |           |                                                                      |
| 番号                   | 名称                                                 | 製造者                   | 生産数    | 備考                                                                 |
|                        | 十年式艦上雷撃機                                     | 三菱                     | 20        |                                                                      |
| B1M                    | 一三式艦上攻撃機                                     | 三菱                     | 約440     |                                                                      |
|                        | 虎型艦上攻撃機                                       | 三菱                     | 1         | 一三式艦攻改造・研究目的                                             |
| B2M                    | 八九式艦上攻撃機                                     | 三菱                     | 204       |                                                                      |
|                        | 六試艦上攻撃機                                       | 三菱 / 中島              | 0 / 0     |                                                                      |
|                        | 七試艦上攻撃機                                       | 三菱 / 中島 / 愛知       | 1 / 2 / 1 | いずれも不採用                                                       |
| B3Y                    | 九二式艦上攻撃機                                     | 海軍航空技術廠（空技廠） | 約130     |                                                                      |
| B4Y                    | 九六式艦上攻撃機                                     | 海軍航空技術廠（空技廠） | 約200     |                                                                      |
| B4M/N                  | 九試艦上攻撃機                                       | 三菱 / 中島              | 1 / 2     | 両者不採用                                                           |
| B5N                    | 九七式一号/三号艦上攻撃機                            | 中島                     | 1,250以上 |                                                                      |
| B5M                    | 九七式二号艦上攻撃機                                 | 三菱                     | 125       |                                                                      |
| B6N                    | 艦上攻撃機「天山」                                   | 中島                     | 1,268     |                                                                      |
|                        | 十五試双発艦上攻撃機                                 | 三菱                     | 0         | 未着手                                                               |
| B7A                    | 艦上攻撃機「流星」                                   | 愛知航空機               | 114       |                                                                      |
|                        | 十八試艦上攻撃機                                     | 愛知 / 中島              | 0 / 0     | 両者未着手                                                           |
| C：（艦上）偵察機      |                                                      |                          |           |                                                                      |
| 番号                   | 名称                                                 | 製造者                   | 生産数    | 備考                                                                 |
| C1M                    | 一〇式艦上偵察機                                     | 三菱                     | 159       |                                                                      |
|                        | 試作特種艦上偵察機                                   | 三菱                     | 2         | 研究目的                                                             |
|                        | 雁型艦上偵察機                                       | 三菱                     | -         | 一〇式艦偵基本・不採用                                               |
| C2N                    | フォッカー式陸上偵察機                               | 中島                     | 約20      | フォッカー スーパーユニバーサル ライセンス生産                       |
| C3N                    | 九七式艦上偵察機                                     | 中島                     | 2         |                                                                      |
| C4A                    | 十三試高速陸上偵察機                                 | 愛知                     | 0         | 計画中止                                                             |
| C5M                    | 九八式陸上偵察機                                     | 三菱                     | 50        | 九七式司偵の海軍仕様                                                 |
| C6N                    | 艦上偵察機「彩雲」                                   | 中島                     | 463       |                                                                      |
|                        | 十九試艦上偵察機                                     | 中島                     | 0         | 未着手                                                               |
| D4Y-C                  | 二式艦上偵察機                                       | 空技廠                   | -         | 「彗星」基本                                                         |
| E4N2-C                 | 九〇式二号艦上偵察機                                 | 中島                     | 約5       | 九〇式二号水偵基本                                                   |
| D：艦上爆撃機          |                                                      |                          |           |                                                                      |
| 番号                   | 名称                                                 | 製造者                   | 生産数    | 備考                                                                 |
|                        | 六試特殊爆撃機                                       | 空廠・中島               | 2         | 不採用                                                               |
|                        | 七試特殊爆撃機                                       | 空廠・中島               | 1         | 不採用                                                               |
| D1A1                   | 九四式艦上爆撃機                                     | 愛知                     | 162       |                                                                      |
| D1A2                   | 九六式艦上爆撃機                                     | 愛知                     | 428       |                                                                      |
| D2Y/N                  | 八試特殊爆撃機                                       | 空廠・中島               | 2         | 不採用                                                               |
|                        | AB-11特殊爆撃機                                      | 愛知                     | 0         | 計画中止                                                             |
| D3N                    | 十一試艦上爆撃機                                     | 中島                     | 2         | 不採用                                                               |
| D3A                    | 九九式艦上爆撃機                                     | 愛知                     | 1,515     |                                                                      |
|                        | Pa.400艦上軽爆撃機                                   | ペイヤン・三菱           | 0         | 計画中止・国際共同開発を予定 機種は戦闘爆撃機とも                    |
| D4Y                    | 艦上爆撃機「彗星」                                   | 空技廠                   | 約2,157   |                                                                      |
|                        | 艦上爆撃機「惑星」                                   | 愛知                     | 0         | 計画中止                                                             |
|                        | 艦上爆撃機「木星」                                   | -                        | 0         | 計画中止・詳細不明                                                   |
| E：水上偵察機          |                                                      |                          |           |                                                                      |
| 番号                   | 名称                                                 | 製造者                   | 生産数    | 備考                                                                 |
|                        | 磯部式2号水上飛行機                                  | 磯部鈇吉                 | 1         | 一少佐による自主開発                                                 |
|                        | イ号甲型水上機                                       | 横須賀海軍工廠           | 少数      | モーリス・ファルマン MF.7 国産化                                     |
|                        | イ号乙型水上機                                       | 横須賀海軍工廠           | -         | カーチス1912年型・国産化                                             |
|                        | 日本海軍式水上機                                     | 横須賀海軍工廠           | 1         | 海軍初の国産機                                                       |
|                        | ロ号乙型水上偵察機                                   | 横須賀海軍工廠           | -         | モーリス・ファルマン MF.11 国産化                                    |
|                        | 横廠式中島トラクター試作水上機                       | 横須賀海軍工廠           | 3         |                                                                      |
|                        | 横廠式ホ号乙型試作水上機                             | 横須賀海軍工廠           | 4         |                                                                      |
|                        | ショート水上偵察機                                   | 横須賀海軍工廠           | -         | ショート 184・国産化 不採用                                          |
|                        | 横廠式ホ号試作小型水上機                             | 横須賀海軍工廠           | 1         |                                                                      |
|                        | 横廠式ロ号甲型水上偵察機                             | 横須賀海軍工廠           | 218       |                                                                      |
|                        | 中島式二型水上機                                     | 中島                     | 0         | 中島式一型基本・計画のみ                                             |
|                        | ハンザ式水上偵察機                                   | 愛知・中島               | 180       | ハンザ・ブランデンブルク W.29 戦利品をコピー                         |
|                        | 鴻型水上偵察機                                       | 三菱                     | 3         | 一三式艦攻基本・不採用                                               |
|                        | 中島ブレゲー 19A-2B水上偵察機                        | 中島                     | 1         | ライセンス生産・不採用                                               |
|                        | ドルニエ Do.D水上機                                  | 川崎                     | -         | ライセンス生産・不採用                                               |
|                        | 十年式水上偵察機                                     | 横須賀                   | 5以上     | 一四式水偵の原型機                                                   |
| E1Y                    | 一四式水上偵察機                                     | 横須賀                   | 320       |                                                                      |
| E2N                    | 一五式水上偵察機                                     | 中島                     | 約80      |                                                                      |
|                        | 一五式甲型水上偵察機                                 | 愛知                     | 4         | 不採用                                                               |
|                        | 横廠式辰号試作水上偵察機                             | 横須賀                   | 1         | 不採用                                                               |
|                        | 二式複座水上偵察機                                   | 愛知                     | 16        | ハインケル HD-25 ライセンス生産                                      |
|                        | 二式単座水上偵察機                                   | 愛知                     | 2         | ハインケル HD-26 ライセンス生産                                      |
|                        | 横廠式一号水上偵察機                                 | 横須賀                   | 1         | 研究目的                                                             |
| E3A                    | 九〇式一号水上偵察機                                 | 愛知                     | 12        | ハインケル HD-56基本                                                 |
|                        | AB-2複座水上偵察機                                   | 愛知                     | 2         | 海軍には納入されず                                                   |
| E4N1                   | 九〇式二号水上偵察機一型                             | 中島                     | 2         | 試作のみ                                                             |
| E4N                    | 九〇式二号水上偵察機                                 | 中島                     | 約149     | ヴォート O2U基本                                                     |
| E5Y/K                  | 九〇式三号水上偵察機                                 | 横須賀・川西航空機       | 17        |                                                                      |
| E6Y                    | 九一式水上偵察機                                     | 横須賀                   | 10        |                                                                      |
|                        | 六試小型夜間偵察飛行艇                               | 愛知                     | 6         | 不採用                                                               |
| E7K                    | 九四式水上偵察機                                     | 川西                     | 530       |                                                                      |
|                        | 七試水上偵察機                                       | 愛知                     | 1         | 不採用                                                               |
| E8N                    | 九五式水上偵察機                                     | 中島                     | 約755     |                                                                      |
| E8A/K                  | 八試水上偵察機                                       | 愛知 / 川西              | 2 / 1     | 両者不採用                                                           |
|                        | AM-10複座水上偵察機                                  | 愛知                     | 0         | 計画のみ                                                             |
| E9W                    | 九六式小型水上機                                     | 渡辺鉄工所               | 33        |                                                                      |
| E10A                   | 九六式水上偵察機                                     | 愛知                     | 15        |                                                                      |
| E10K                   | 九試夜間水上偵察機 九四式輸送機                      | 川西                     | 1         |                                                                      |
|                        | AB-12G夜間偵察機                                     | 愛知                     | 0         | 計画のみ                                                             |
| E11A                   | 九八式水上偵察機                                     | 愛知                     | 17        |                                                                      |
| E11K                   | 十一試特殊水上偵察機 九六式輸送機                    | 川西                     | 2         |                                                                      |
|                        | AM-16双発夜間偵察機                                  | 愛知                     | 0         | 製作途上で開発中止                                                   |
| E12A/N/K               | 十二試二座水上偵察機                                 | 愛知 / 中島 / 川西       | 2 / 2 / 0 | いずれも不採用                                                       |
| E13A                   | 零式三座水上偵察機                                   | 愛知                     | 1,423     |                                                                      |
| E13K                   | 十二試三座水上偵察機                                 | 川西                     | 2         | 不採用                                                               |
| E14Y                   | 零式小型水上機                                       | 空技廠                   | 138       |                                                                      |
| E14W                   | 十二試小型水上偵察機                                 | 九州飛行機               | 0         | 計画中止                                                             |
| E15K                   | 水上偵察機「紫雲」                                   | 川西                     | 15        |                                                                      |
| E16A                   | 水上偵察機「瑞雲」                                   | 愛知                     | 256       |                                                                      |
| C2N2                   | フォッカー式水上偵察機                               | 中島                     | -         | フォッカー スーパーユニバーサル ライセンス生産                       |
| F：水上観測機          |                                                      |                          |           |                                                                      |
| 番号                   | 名称                                                 | 製造者                   | 生産数    | 備考                                                                 |
| F1A/K                  | 十試水上観測機                                       | 愛知 / 川西              | 2 / 0     | 両者不採用                                                           |
| F1M                    | 零式観測機                                           | 三菱                     | 約708     | 通称「零式水上観測機」とも                                           |
| G：陸上攻撃機          |                                                      |                          |           |                                                                      |
| 番号                   | 名称                                                 | 製造者                   | 生産数    | 備考                                                                 |
| G1M                    | 九三式陸上攻撃機                                     | 三菱                     | 11        |                                                                      |
| G1M                    | 八試特殊偵察機                                       | 三菱                     | 1         | 九六式陸攻の原型機                                                   |
| G2H                    | 九五式陸上攻撃機                                     | 広海軍工廠               | 8         |                                                                      |
| G3M                    | 九六式陸上攻撃機                                     | 三菱                     | 1,035     |                                                                      |
|                        | LB-1長距離爆撃機                                     | 中島                     | 0         | 計画中止                                                             |
|                        | LB-2長距離爆撃機                                     | 中島                     | 1         | 試作のみ・「九試陸攻」とも                                           |
| G4M                    | 一式陸上攻撃機                                       | 三菱                     | 2,418     |                                                                      |
| G5N                    | 十三試陸上攻撃機「深山」                             | 中島                     | 6         | 不採用                                                               |
| G6M                    | 十二試陸上攻撃機改（翼端掩護機） 一式大型陸上練習機  | 三菱                     | 30        | 一式陸攻基本                                                         |
| G7M                    | 十六試陸上攻撃機「泰山」                             | 三菱                     | 0         | 計画中止                                                             |
|                        | 十七試陸上攻撃機                                     | 川西                     | 0         | 計画中止                                                             |
| G8N                    | 十八試陸上攻撃機「連山」                             | 中島                     | 4         | 敗戦により中断                                                       |
|                        | 十九試陸上攻撃機「東山」                             | 三菱                     | 0         | 計画中止・「大洋」に発展                                             |
| G10N                   | 陸上攻撃機「富嶽」                                   | 中島                     | 0         | 未着手のまま中止                                                     |
|                        | TB渡洋爆撃機                                         | 川西                     | 0         | 計画中止                                                             |
| H：飛行艇              |                                                      |                          |           |                                                                      |
| 番号                   | 名称                                                 | 製造者                   | 生産数    | 備考                                                                 |
|                        | F-5号飛行艇                                          | 横廠・広廠・愛知         | 約60      | フェリックストウ F.5 ライセンス生産                                  |
|                        | KB試作飛行艇                                         | 陸軍東京砲兵工廠         | 1         | 研究目的                                                             |
|                        | R-1号飛行艇                                          | 横須賀海軍工廠           | 1         | ロールバッハ Ro II ライセンス生産・不採用                            |
|                        | R-2号飛行艇                                          | 三菱                     | 1         | ロールバッハ Ro II ライセンス生産・不採用                            |
|                        | R-3号飛行艇                                          | 広海軍工廠               | 1         | ロールバッハ Ro II ライセンス生産・不採用                            |
| H1H                    | 一五式飛行艇                                         | 広海軍工廠               | 約65      |                                                                      |
|                        | 第三義勇飛行艇                                       | 川崎                     | 1         | 研究目的                                                             |
| H2H                    | 八九式飛行艇                                         | 広廠                     | 約17      |                                                                      |
| H3H                    | 九〇式一号飛行艇                                     | 広廠                     | 1         |                                                                      |
| H3K                    | 九〇式二号飛行艇                                     | 川西                     | 4         | 設計はショート社                                                     |
| H4H                    | 九一式飛行艇                                         | 広                       | 約47      |                                                                      |
|                        | 八試大型飛行艇                                       | 川西                     | 0         | 研究目的・計画中止                                                   |
| H5Y                    | 九九式飛行艇                                         | 空技廠                   | 約20      |                                                                      |
| H6K                    | 九七式飛行艇                                         | 川西                     | 179       |                                                                      |
| H7Y                    | 十二試特殊飛行艇                                     | 空技廠                   | 1         | 不採用                                                               |
| H8K                    | 二式飛行艇                                           | 川西                     | 131       |                                                                      |
| H9A                    | 二式練習飛行艇                                       | 愛知                     | 31        |                                                                      |
| H10H                   | 十四試中型飛行艇                                     | 広                       | 0         | 計画中止                                                             |
|                        | K-60大型飛行艇                                       | 川西                     | 0         | 計画中止・「十七試大艇」とも                                         |
|                        | K-200大型飛行艇                                      | 川西                     | 0         | 計画中止                                                             |
|                        | KX-3大型飛行艇                                       | 川西                     | 0         | 設計・研究のみ                                                       |
| J：陸上戦闘機          |                                                      |                          |           |                                                                      |
| 番号                   | 名称                                                 | 製造者                   | 生産数    | 備考                                                                 |
|                        | 中島式ブルドッグ戦闘機                               | 中島                     | 2         | ブリストル ブルドッグ基本 陸軍向け試作機を研究用に献納               |
| J1N                    | 十三試双発陸上戦闘機                                 | 中島                     | 7         | 「月光」の原型機                                                     |
|                        | 十三試双発三座戦闘爆撃機                             | 三菱                     | 0         | 計画中止                                                             |
| J2M                    | 局地戦闘機「雷電」                                   | 三菱                     | 621       |                                                                      |
| J3K                    | 十七試陸上戦闘機                                     | 川西                     | 0         | 計画中止・「陣風」の元設計                                           |
| J4M                    | 局地戦闘機「閃電」                                   | 三菱                     | 0         | 計画中止                                                             |
| J5N                    | 局地戦闘機「天雷」                                   | 中島                     | 6         | 計画中止                                                             |
| J6K                    | 陸上戦闘機「陣風」                                   | 川西                     | 0         | 計画中止                                                             |
| J7W                    | 十八試局地戦闘機「震電」                             | 九州飛行機               | 1         | 敗戦により中断                                                       |
| J8M                    | 局地戦闘機「秋水」                                   | 三菱                     | 5         | メッサーシュミット Me 163の設計参考 陸軍との共同開発・敗戦により中断 |
| N1K1-J                 | 局地戦闘機「紫電」                                   | 川西                     | 1,007     | 水上戦闘機「強風」の陸上・中翼化                                     |
| N1K2-J                 | 局地戦闘機「紫電改」                                 | 川西                     | 400以上   | 「紫電」の全面改修                                                   |
| A7M3-J                 | 甲戦闘機「烈風改」                                   | 三菱                     | 0         | 敗戦により中断 「烈風」の改良型                                      |
|                        | 二十試甲戦闘機                                       | 三菱・中島               | 0         | 敗戦により中断 「烈風」の発展型                                      |
|                        | 二十試局地戦闘機                                     | 中島                     | 0         | 未着手                                                               |
|                        | 二十試遠距離戦闘機                                   | 川西                     | 0         | 未着手                                                               |
| K：練習機              |                                                      |                          |           |                                                                      |
| 番号                   | 名称                                                 | 製造者                   | 生産数    | 備考                                                                 |
|                        | ドゥペルデュッサン1913年型水上機                     | 海軍                     | 1         | ドゥペルデュサン・モノコック・レーサー練習機型 国産化                |
|                        | 横廠式イ号甲型水上練習機                             | 横須賀                   | 70        |                                                                      |
|                        | アブロ式練習機                                       | 中島・愛知               | 280       | アブロ 504 ライセンス生産                                            |
| K1Y                    | 一三式練習機                                         | 横須賀                   | 約104     |                                                                      |
| K2Y                    | 三式初歩練習機                                       | 横須賀                   | 360       |                                                                      |
| K3M                    | 九〇式機上作業練習機                                 | 三菱                     | 620       |                                                                      |
| K4Y                    | 九〇式水上初歩練習機                                 | 横須賀                   | 211       |                                                                      |
|                        | 九一式中間練習機                                     | 横須賀                   | 2         | 九三式中練の原型機                                                   |
| K5Y                    | 九三式中間練習機                                     | 横須賀                   | 5,591     |                                                                      |
| K6K/W                  | 十一試水上中間練習機                                 | 川西 / 渡辺              | 3 / 3     | 九三式中練基本・両者不採用                                           |
| K7M                    | 十一試機上作業練習機                                 | 三菱                     | 2         | 不採用                                                               |
| K8K                    | 零式水上初歩練習機                                   | 川西                     | 15        |                                                                      |
| K8W/Ni                 | 十二試水上初歩練習機                                 | 渡辺 / 日本飛行機        | 3 / 2     | 両者不採用                                                           |
| K9W                    | 二式陸上初歩練習機「紅葉」                           | 渡辺                     | 277       | ビュッカー Bü 131基本                                                |
| K10W                   | 二式陸上中間練習機                                   | 渡辺                     | 176       |                                                                      |
| K11W                   | 機上作業練習機「白菊」                               | 渡辺                     | 798       |                                                                      |
| A5M4-K                 | 二式練習用戦闘機                                     | 三菱                     | 24        | 九六式艦戦の練習機型                                                 |
| A5M4-K                 | 九六式練習用戦闘機                                   | 三菱                     | -         | 九六式艦戦改造・練習機型                                             |
| A6M-K                  | 零式練習用戦闘機                                     | 三菱                     | 273       | 零戦の練習機型                                                       |
| B5N1-K                 | 九七式練習用攻撃機                                   | 中島                     | -         | 九七式艦攻改造・練習機型                                             |
| D3A2-K                 | 九九式練習用爆撃機                                   | 愛知                     | -         | 九九式艦爆改造・練習機型                                             |
| D3Y-K                  | 練習用爆撃機「明星」                                 | 空技廠                   | 7         | 九九式艦爆の木製練習機型                                             |
| E13A1-K                | 零式練習用水上偵察機                                 | 愛知                     | -         | 零式水偵の練習機型                                                   |
| F1M2-K                 | 零式練習観測機                                       | 三菱                     | 数十      | 零観の練習機型                                                       |
| M6A1-K                 | 特殊攻撃機「南山」                                   | 愛知                     | -         | 「晴嵐」の訓練用陸上型                                               |
| MXY7-K                 | 「桜花」練習滑空機                                   | 空技廠                   | 約48      | 「桜花」の無動力練習機型                                             |
| Q1W1-K                 | 試製「東海」練習機                                   | 渡辺                     | 1         | 敗戦により中断 「東海」の練習機型                                    |
|                        | 瓦斯電一型練習機                                     | 瓦斯電                   | 1         | 不採用                                                               |
| L：輸送機              |                                                      |                          |           |                                                                      |
| 番号                   | 名称                                                 | 製造者                   | 生産数    | 備考                                                                 |
| L1N                    | 中島式双発輸送機                                     | 中島                     | 少数      | 中島AT-2の海軍仕様                                                   |
| L2D1                   | D一号輸送機                                          | 昭和飛行機               | 2         | ダグラス DC-3 ライセンス生産                                         |
| L2D                    | 零式輸送機                                           | 昭和飛行機               | 496       | D一号輸送機基本                                                      |
| L3Y                    | 九六式陸上輸送機                                     | 三菱                     | 13        | 九六式陸攻の輸送機型                                                 |
| L4M                    | 三菱式双発輸送機                                     | 三菱                     | -         | 三菱MC-20の海軍仕様                                                  |
| L7P                    | 十三試小型輸送機                                     | 日本飛行機               | 2         | 不採用                                                               |
| G6M1-L                 | 一式陸上輸送機                                       | 三菱                     | -         | 一式大型陸練改造・輸送機型                                           |
| H6K2-L                 | 九七式輸送飛行艇                                     | 川西                     | 34        | 九七式大艇の輸送機型                                                 |
| H8K2-L                 | 二式輸送飛行艇「晴空」                               | 川西                     | 36        | 二式大艇の輸送機型                                                   |
| H11K1-L                | 大型輸送飛行艇「蒼空」                               | 川西                     | 0         | 計画中止                                                             |
| K3M3-L                 | 九〇式陸上輸送機                                     | 三菱                     | -         | 九〇式機作練の輸送機型                                               |
| LXG                    | 特用連絡輸送機                                       | 瓦斯電                   | 6         | 瓦斯電KR-2の海軍仕様                                                 |
| M：特殊攻撃機          |                                                      |                          |           |                                                                      |
| 番号                   | 名称                                                 | 製造者                   | 生産数    | 備考                                                                 |
|                        | 横廠式試作双発水上機                                 | 横須賀                   | 1         | 研究目的                                                             |
|                        | 中島ファルマンF.150 シューペル・ゴリアット水上雷撃機 | 中島                     | 0         | ファルマン F.150基本 ライセンス生産・計画中止                        |
|                        | 十一試水上爆撃機                                     | 三菱 / 中島              | 0 / 0     | 両者計画中止                                                         |
| M6A                    | 特殊攻撃機「晴嵐」                                   | 愛知                     | 28        | 伊四〇〇型潜水艦搭載用の水上攻撃機                                   |
|                        | 特殊攻撃機「橘花」                                   | 中島                     | 1         | メッサーシュミット Me 262の改造開発 皇国2号兵器・敗戦により中断      |
|                        | 特殊攻撃機「梅花」                                   | 空技廠・川西             | 0         | 敗戦により中断                                                       |
|                        | 特殊攻撃機「藤花」                                   | 中島                     | 0         | 敗戦により中断                                                       |
|                        | 特殊攻撃機「神龍」                                   | 航空局・美津野           | 5         | 敗戦により中断                                                       |
|                        | 練習用特殊攻撃機「若桜」                             | 日本小型                 | -         | 「力」動力化・敗戦により中断                                         |
|                        | 試作単座奇襲機                                       | 東京航空                 | 0         | 開発中止・陸軍との共同開発                                           |
|                        | MX75                                                 | -                        | 0         | ロケット推進対戦車グライダー 詳細不明・計画のみ                      |
|                        | 秋水式火薬ロケット                                   | 航空局・川崎             | 0         | 敗戦により中断 「秋水」ベースの無線操縦迎撃機                        |
| MX：特殊機・特殊滑空機 |                                                      |                          |           |                                                                      |
| 番号                   | 名称                                                 | 製造者                   | 生産数    | 備考                                                                 |
|                        | 一〇式戦闘機模型機                                   | 海軍                     |           | 一〇式艦戦基本 航空医学上の動物実験に使用                            |
|                        | 全金属製飛行機研究材料                               | 川崎                     | 1         |                                                                      |
| MXJ1                   | 初歩滑空練習機「若草」                               | 日本小型                 | 500以上   | 日本式雉型基本                                                       |
| MXY1                   | 試作実験用飛行機第一号                               | 空技廠                   | 1         |                                                                      |
| MXZ1                   | 十七試初歩滑空練習機                                 | 美津濃                   | -         | 不採用                                                               |
| MXY2                   | 試作実験用飛行機第二号                               | 空技廠                   | 1         | 開発中止                                                             |
| MXY3                   | 滑空標的機                                           | 空技廠                   | 約30      |                                                                      |
| MXY4                   | 一式標的機                                           | 空技廠                   | -         |                                                                      |
| MXY5                   | 特殊輸送機                                           | 空技廠                   | 12        |                                                                      |
| MXY6                   | 前翼型滑空機                                         | 空技廠                   | 3         |                                                                      |
| MXY7                   | 特殊攻撃機「桜花」                                   | 空技廠                   | 約805     |                                                                      |
| MXY8                   | 軽滑空機「秋草」                                     | 空技廠                   | 50 - 60   |                                                                      |
| MXY9                   | 「秋花」                                             | 空技廠                   | 0         | 「秋草」動力化・計画中止                                             |
| MXY9                   | 囮飛行機                                             | 空技廠                   | -         | 零戦型デコイ                                                         |
| MXY10                  | 囮飛行機                                             | 空技廠                   | -         | 「銀河」型デコイ                                                     |
| MXY11                  | 囮飛行機                                             | 空技廠                   | -         | 一式陸攻型デコイ                                                     |
|                        | Y-10速度記録機                                       | 空技廠                   | 0         | 計画中止                                                             |
|                        | 「力」型複座滑空機                                   | 日本小型飛行機           | 約11      | 練習用滑空機                                                         |
|                        | 「ヒカリ式」練習用滑空機                             | 福田軽飛行機             | 2         | 光式6.2型の海軍仕様・不採用                                          |
|                        | 光式2.2型中級滑空機                                  | 福田軽飛行機             | -         | 練習用滑空機・民間機を採用                                           |
|                        | 「五十鈴」型滑空機                                   | 美津濃                   | 0         | 練習用滑空機・計画中止                                               |
|                        | 初級滑空機                                           | 日本滑空機工業組合       | -         | 練習用滑空機・制式名なし 文部省式1型や日本小型式K-14型などを採用     |
| N：水上戦闘機          |                                                      |                          |           |                                                                      |
| 番号                   | 名称                                                 | 製造者                   | 生産数    | 備考                                                                 |
|                        | ハ号小型水上機                                       | 横須賀                   | -         | ソッピース シュナイダー 国産化                                       |
| N1K                    | 水上戦闘機「強風」                                   | 川西                     | 97        |                                                                      |
| A6M2-N                 | 二式水上戦闘機                                       | 中島                     | 327       |                                                                      |
| P：陸上爆撃機          |                                                      |                          |           |                                                                      |
| 番号                   | 名称                                                 | 製造者                   | 生産数    | 備考                                                                 |
| P1Y                    | 陸上爆撃機「銀河」                                   | 空技廠                   | 1,002     |                                                                      |
|                        | 陸上爆撃機「天河」                                   | 空技廠                   | 0         | 敗戦により中断                                                       |
| Q：哨戒機              |                                                      |                          |           |                                                                      |
| 番号                   | 名称                                                 | 製造者                   | 生産数    | 備考                                                                 |
| Q1W                    | 陸上哨戒機「東海」                                   | 九州                     | 152       |                                                                      |
| Q2M                    | 陸上哨戒機「大洋」                                   | 三菱                     | 0         | 計画中止                                                             |
| Q3W                    | 陸上哨戒機「南海」                                   | 九州                     | 0         | 「白菊」基本・計画中止                                               |
| R：陸上偵察機          |                                                      |                          |           |                                                                      |
| 番号                   | 名称                                                 | 製造者                   | 生産数    | 備考                                                                 |
| R1Y                    | 陸上偵察機「暁雲」                                   | 空技廠                   | 0         | 計画のみ                                                             |
| R2Y                    | 陸上偵察機「景雲」                                   | 空技廠                   | 1         |                                                                      |
| J1N1-R                 | 二式陸上偵察機                                       | 中島                     | -         | 「月光」の原型機                                                     |
| S：夜間戦闘機          |                                                      |                          |           |                                                                      |
| 番号                   | 名称                                                 | 製造者                   | 生産数    | 備考                                                                 |
| S1A                    | 夜間戦闘機「電光」                                   | 愛知                     | 0         | 敗戦により中断                                                       |
| A6M5d-S                | 零夜戦                                               | 三菱                     | -         | 零戦五二型改造 「零夜戦」は通称                                      |
| D4Y-S                  | 夜間戦闘機「彗星」一二戊型 / 三三戊型                | 空技廠・愛知             | -         | 「彗星」基本                                                         |
| J1N-S                  | 夜間戦闘機「月光」                                   | 中島                     | 486       |                                                                      |
| P1Y1-S                 | 夜間戦闘機「白光」                                   | 空技廠・中島             | -         | 仮称「銀河」二一型                                                   |
| P1Y2-S                 | 夜間戦闘機「極光」                                   | 空技廠・川西             | 97        | 仮称「銀河」二六型                                                   |
| 飛行船（航空船）       |                                                      |                          |           |                                                                      |
| 番号                   | 名称                                                 | 製造者                   | 生産数    | 備考                                                                 |
|                        | SS式航空船                                           | 海軍                     | 1         | SS級飛行船・国産化                                                   |
|                        | 一号型改航空船                                       | 藤倉工業・三菱           | 1         | SS式の改良型 一五式飛行船の原型機                                    |
|                        | 一五式飛行船                                         | 藤倉工業・三菱           | 3         |                                                                      |
|                        | 三式飛行船                                           | 藤倉工業・三菱           | 1         | N級飛行船基本                                                        |
|                        | 小型硬式飛行船                                       | 海軍                     | 0         | 計画中止                                                             |
|                        | 大型硬式飛行船                                       | 海軍                     | 0         | 計画中止                                                             |
| 気球                   |                                                      |                          |           |                                                                      |
| 番号                   | 名称                                                 | 製造者                   | 生産数    | 備考                                                                 |
|                        | 第一号球                                             | 海軍兵学校               | 1         | 西南戦争時に陸軍の依頼で製作 実戦には投入されず                      |
|                        | 第二号球                                             | 海軍兵学校               | 1         | 西南戦争時に陸軍の依頼で製作 実戦には投入されず                      |
|                        | パーゼバール・ジグスフィルド型気球                   | 藤倉                     | -         | 国産化・試作のみ                                                     |
|                        | M型繋留気球                                          | 藤倉                     | 2         | 国産化                                                               |
|                        | 一〇式繋留気球                                       | 藤倉                     | 71        | M型繋留気球基本                                                      |
|                        | 一〇式自由気球                                       | 藤倉                     | -         | イギリス製自由気球基本                                               |
|                        | 測風気球特大                                         | 海軍                     | -         | 無人                                                                 |
|                        | 測風気球大                                           | 海軍                     | -         | 無人                                                                 |
|                        | 測風気球小                                           | 海軍                     | -         | 無人                                                                 |
|                        | 四式防空気球                                         | 相模海軍工廠             | 460       | 無人                                                                 |
|                        | 八号兵器                                             | 海軍                     | -         | 風船爆弾・実戦には投入されず                                         |

### その他の軍用機
- 山田式4号飛行船：気球製作所、国民革命軍向け・山田式3号改造
- 都筑式3号飛行機：都筑鉄三郎、国民革命軍向け
- AB-3単座水上偵察機：愛知、中華民国海軍向け・不採用
- KDA-4水上戦闘機：川崎、計画中止
- シャム国海軍水上偵察機：渡辺、シャム王国海軍向け
- AM-15陸上戦闘機：愛知、計画中止
- 繋留ヘリコプター：萱場、計画中止
- 短滑走軽飛行機：東京工業大学、計画中止

### 民間機
| 三菱内燃機 / 三菱航空機 / 三菱重工業                              |                   |                                                |
| 名称                                                              | 生産数            | 備考                                           |
| 三菱式R-1.2練習機                                                 | 少数              | 一〇式一号艦偵改造                             |
| 三菱式R-2.2練習機                                                 | 少数              | 一〇式二号艦偵改造                             |
| 三菱式R-4測量機                                                   | 2                 | 一〇式二号艦偵改造                             |
| 三菱式F3B1練習機                                                  | -                 | 一〇式二号艦戦改造                             |
| 三菱式T-1.2改造機                                                 | -                 | 一三式艦攻改造                                 |
| 三菱式雲雀型練習機                                                | 1                 | 一〇式艦偵基本・試作のみ                       |
| 三菱式MC-1旅客輸送機                                              | 1                 | 一三式艦攻基本                                 |
| 三菱式MC-2旅客輸送機                                              | 0                 | 計画のみ                                       |
| 三菱式八九型作業機                                                | -                 | 八九式二号艦攻改造                             |
| 三菱式九〇式作業機                                                | -                 | 九〇式機作練改造                               |
| 三菱式MS-1旅客輸送機                                              | 1                 | 九〇式二号機作練改造                           |
| 三菱式鳩型測量機                                                  | 1                 | 九二式偵察機基本                               |
| 三菱式ひなづる型旅客輸送機                                        | 11                | エアスピード エンボイ・製造権買収              |
| 三菱式鵬型長距離連絡機                                            | 1                 | 九三式双軽爆基本                               |
| 三菱式雁型通信連絡機                                              | 12                | 九七式司偵改造・著名な機は「神風号」           |
| 三菱式双発輸送機                                                  | -                 | 九六式陸攻改造・著名な機は「ニッポン号」       |
| MZ-1発動機空中実験機                                              | 1                 | 九七式軽爆基本                                 |
| 三菱式MC-20旅客旅客機                                             | 507（軍用型含む） | 一〇〇式輸送機民間転用                         |
| 三菱式21型貨物輸送機                                              | -                 | 九七式重爆改造・俗称「MC-21」                  |
| 中島飛行機                                                        |                   |                                                |
| 名称                                                              | 生産数            | 備考                                           |
| 中島式三型複葉機                                                  | 1                 |                                                |
| 中島式五型複葉機                                                  | 約17              | 中島式五型練習機民間転用                       |
| 中島式六型複葉機                                                  | 1                 | 中島式五型改造                                 |
| 中島式七型複葉機                                                  | 1                 | 中島式五型改造                                 |
| 中島式B-6複葉機                                                   | 1                 | ブレゲー 14B-2基本                             |
| N-36旅客輸送機                                                    | 2                 | ブレゲー 36基本                                |
| 中島式漁業用水上機                                                | 2                 | 一五式水偵基本                                 |
| 中島フォッカー式スーパーユニバーサル旅客輸送機                    | 47                | ライセンス生産                                 |
| AF型通信連絡機                                                    | 2                 | 六試複戦転用                                   |
| 中島式P-1郵便機                                                   | 9                 | 九〇式二号水偵基本                             |
| DC-2旅客輸送機                                                    | 6                 | ライセンス生産                                 |
| 中島式双発輸送機                                                  | 1                 | LB-2改造                                       |
| 中島式N-19長距離通信機                                            | 1                 | キ19改造                                       |
| AT-2旅客輸送機                                                    | 33                | 九七式輸送機と同型                             |
| 「富嶽」旅客機型                                                  | 0                 | 「富嶽」基本・計画のみ                         |
| 川西機械製作所飛行機部 / 川西航空機                               |                   |                                                |
| 名称                                                              | 生産数            | 備考                                           |
| K-1郵便機                                                         | 1                 |                                                |
| K-2競速機                                                         | 1                 |                                                |
| K-3通信機                                                         | 1                 |                                                |
| K-4B通信機                                                        | 1                 | K-3改造                                        |
| K-5水上郵便機                                                     | 1                 | 試作のみ                                       |
| K-6水上輸送機                                                     | 1                 |                                                |
| K-7A水上輸送機                                                    | 10                |                                                |
| K-7B郵便輸送機                                                    | 1                 | K-7A基本・試作のみ                             |
| K-8水上輸送機                                                     | 5                 |                                                |
| K-9旅客輸送機                                                     | 0                 | 計画のみ                                       |
| K-10旅客輸送機                                                    | 2                 |                                                |
| K-12長距離機「桜号」                                              | 2                 |                                                |
| 川西式四発型飛行艇                                                | 18                | 九七式大艇基本                                 |
| 川崎造船所飛行機科 / 川崎造船所飛行機部 / 川崎航空機工業          |                   |                                                |
| 名称                                                              | 生産数            | 備考                                           |
| ドルニエ コメット輸送機                                           | 3                 | 部品輸入による国産化                           |
| KDC-2輸送機                                                       | 2                 |                                                |
| A-6通信機                                                         | 1                 | KDA-6改造                                      |
| C-5通信機                                                         | 1                 |                                                |
| C-6高速輸送機                                                     | 0                 | 計画のみ                                       |
| 愛知時計電機航空機部 / 愛知航空機                                 |                   |                                                |
| 名称                                                              | 生産数            | 備考                                           |
| AB-1旅客輸送機                                                    | 1                 |                                                |
| 二式水上輸送機                                                    | 3                 | 二式水偵改造                                   |
| AB-4輸送飛行艇                                                    | 3                 | 六試夜偵艇改造                                 |
| AM-15スポーツ機                                                   | 0                 | 計画のみ                                       |
| 石川島飛行機 / 立川飛行機                                         |                   |                                                |
| 名称                                                              | 生産数            | 備考                                           |
| R-3練習機                                                         | 5                 |                                                |
| R-5練習機                                                         | 2                 |                                                |
| KS-1小型測量機                                                    | 2                 | 陸軍小型軽患者輸送機基本                       |
| ビーチクラフト C-17E小型輸送機                                    | 20                | 部品輸入によるライセンス生産                   |
| TS-1試作超小型軽飛行機                                            | 1                 | 試作のみ                                       |
| R-38試作練習機                                                    | 2                 | 試作のみ                                       |
| TS-6測量機                                                        | -                 | 九八式直協偵改造                               |
| 立川式99T複座自家用機                                             | -                 | 九九式高練改造                                 |
| Y-39輸送機                                                        | -                 | 一式双高練丙型民間転用                         |
| ロッキード 14Y旅客輸送機                                          | 45                | ライセンス生産                                 |
| A-26長距離機                                                      | 2                 | 陸軍との共用                                   |
| 立川式中型輸送機                                                  | 0                 | キ92基本・計画のみ                             |
| 満州航空航空工廠 / 満州飛行機製造                                 |                   |                                                |
| 名称                                                              | 生産数            | 備考                                           |
| 満航式一型旅客輸送機                                              | -                 | フォッカー スーパーユニバーサル ライセンス生産 |
| 満航式三型軽飛行機                                                | 10以上            | デ・ハビランド DH.80 プス・モス 国産化         |
| MT-1「隼」旅客機                                                  | 50 - 55           |                                                |
| MT-2軽旅客機                                                      | 1                 | 試作のみ                                       |
| 東京瓦斯電気工業 / 日立航空機                                     |                   |                                                |
| 名称                                                              | 生産数            | 備考                                           |
| KR-1小型旅客機                                                    | 7                 | デ・ハビランド DH.83 フォックス・モス基本      |
| KR-2小型旅客機                                                    | 12                | KR-1基本                                       |
| 瓦斯電1型練習機                                                   | 1                 | 試作のみ                                       |
| 日立式2型練習機                                                   | 1                 | 瓦斯電二型より改称・試作のみ                   |
| 瓦斯電3型練習機                                                   | 0                 | 計画のみ                                       |
| TR-1中型旅客機                                                    | 1                 |                                                |
| TR-2中型旅客機                                                    | 1                 | TR-1基本                                       |
| 航空研究所長距離機                                                | 1                 |                                                |
| HT-3中型旅客機                                                    | 0                 | 計画のみ セミスケールの研究用グライダーは飛行  |
| 東京航空輸送 / 東京航空                                           |                   |                                                |
| 名称                                                              | 生産数            | 備考                                           |
| 相羽式ツバメ六型軽旅客機                                          | 1                 | 三式陸上初練改造                               |
| 相羽式ツバメ七型軽旅客機                                          | 1                 | 相羽式ツバメ六型基本                           |
| 相羽式ツバメ八型練習機                                            | 1                 | 試作のみ                                       |
| 相羽式ツバメ九型練習機                                            | 1                 | 相羽式ツバメ八型改造                           |
| 相羽式十型練習機                                                  | 1                 | 相羽式ツバメ八型基本                           |
| 相羽式十一型軽旅客機                                              | 1                 |                                                |
| 伊藤飛行機研究所 / 伊藤飛行機製作所 / 伊藤飛行機 / 日本航空機工業 |                   |                                                |
| 名称                                                              | 生産数            | 備考                                           |
| 伊藤式恵美1型飛行機                                               | 1                 |                                                |
| 伊藤式恵美2型飛行機                                               | 1                 |                                                |
| 伊藤式恵美3型水上飛行機                                           | 1                 |                                                |
| 伊藤式鶴羽1号練習機                                               | 1                 |                                                |
| 伊藤式恵美5型飛行機                                               | 1                 |                                                |
| 伊藤式鶴羽2号曲技用飛行機                                         | 1                 |                                                |
| 伊藤式恵美9型飛行機                                               | 1                 |                                                |
| 伊藤式恵美11型地上滑走練習機                                      | 1                 |                                                |
| 伊藤式恵美12型練習機                                              | 1                 |                                                |
| 伊藤式恵美13型練習機                                              | 1                 |                                                |
| 伊藤式恵美14型長距離機                                            | 1                 |                                                |
| 伊藤式16型富士号競技用飛行機                                      | 1                 |                                                |
| 伊藤式恵美17型鶴羽3号曲技機                                       | 1                 |                                                |
| 伊藤式18型自家用機                                                | 1                 |                                                |
| 伊藤式19型アキラ号自家用機                                        | 1                 | 伊藤式18型の準同型機                           |
| 伊藤式20型小栗号自家用機                                          | 1                 | 伊藤式18型の準同型機                           |
| 伊藤式22型山県紀念号長距離機                                      | 1                 |                                                |
| 伊藤式23型ブルドッグ練習機                                        | 1                 |                                                |
| 伊藤式24型秋田号長距離機                                          | 1                 |                                                |
| 伊藤式28型飛行艇                                                  | 0                 | 計画のみ                                       |
| 伊藤式29型台北号旅客機                                            | 1                 |                                                |
| 伊藤式恵美30型スポーツ機                                          | 1                 |                                                |
| 伊藤式31型旅客飛行艇                                              | 1                 |                                                |
| 伊藤式恵美49型スポーツ機                                          | 1                 |                                                |
| 伊藤式恵美50型スポーツ機                                          | 0                 | 製作中止                                       |
| 伊藤式恵美53型水上軽旅客機                                        | 1                 | 一五式水偵改造                                 |
| D-1実験用航空機                                                   | 1                 | キ54開発のためのセミスケール滑空機             |
| 白戸飛行練習所 / 白戸飛行機研究所                                 |                   |                                                |
| 名称                                                              | 生産数            | 備考                                           |
| 白戸式日本号飛行機                                                | 1                 |                                                |
| 白戸式旭号飛行機                                                  | 1                 | 白戸式日本号改造                               |
| 白戸式アンザニ練習機                                              | 1                 |                                                |
| 白戸式巌号飛行機                                                  | 1                 |                                                |
| 白戸式猛号飛行機                                                  | 1                 |                                                |
| 白戸式薫号飛行機                                                  | 1                 |                                                |
| 白戸式16型飛行機                                                  | 1                 | 白戸式薫号改造                                 |
| 白戸式20型飛行機                                                  | 1                 |                                                |
| 白戸式25型球磨号競技用飛行機                                      | 1                 |                                                |
| 白戸式26型練習機                                                  | 1                 |                                                |
| 白戸式28型練習機                                                  | 1                 |                                                |
| 白戸式31型練習機                                                  | 1                 |                                                |
| 白戸式32型競技用飛行機                                            | 1                 | 白戸式31型の準同型機                           |
| 白戸式37型競技用飛行機                                            | 1                 |                                                |
| 白戸式38型練習機                                                  | 1                 |                                                |
| 白戸式40型練習機                                                  | 1                 |                                                |
| 日本飛行学校（NFS） / 日本飛行機製作所 / 羽田飛行機研究所         |                   |                                                |
| 名称                                                              | 生産数            | 備考                                           |
| NFS玉井式1号飛行機                                                | 1                 | 玉井式3号飛行機より改称                        |
| NFS玉井式2号練習機                                                | 1                 |                                                |
| NFS玉井式3号練習機                                                | 1                 |                                                |
| 玉井式5号練習機                                                   | 1                 |                                                |
| 玉井式24型練習機                                                  | 1                 |                                                |
| 帝国飛行協会                                                      |                   |                                                |
| 名称                                                              | 生産数            | 備考                                           |
| 磯部式ルンプラー・タウベ型飛行機                                  | 1                 | ルンプラー タウベ基本                          |
| 尾崎式曾我号飛行機                                                | 1                 |                                                |
| 尾崎式第2曾我号飛行機                                             | 1                 | 尾崎式曾我号改造                               |
| 赤羽飛行機製作所                                                  |                   |                                                |
| 名称                                                              | 生産数            | 備考                                           |
| 岸式第三つるぎ号飛行機                                            | 1                 | モーリス・ファルマン MF.7 国産化               |
| 岸式第四つるぎ号飛行機                                            | 1                 |                                                |
| 岸式第五つるぎ号飛行機                                            | 1                 |                                                |
| 岸式第六つるぎ号飛行機                                            | 1                 |                                                |
| 福長飛行機研究所 / 福長飛行機製作所                               |                   |                                                |
| 名称                                                              | 生産数            | 備考                                           |
| 福長式天龍3号練習機                                               | 1                 | 伊藤式恵美2型改造                              |
| 福長式天龍4号練習機                                               | 1                 |                                                |
| 福長式天龍5号地上滑走練習機                                       | 1                 | 地上滑走のみ                                   |
| 福長式天龍6号長距離競技用飛行機                                   | 1                 |                                                |
| 福長式天龍7号練習機                                               | 1                 |                                                |
| 福長式天龍8号練習機                                               | 1                 |                                                |
| 福長式天龍9号練習機                                               | 1                 |                                                |
| 福長式天龍10号旅客機                                              | 1                 |                                                |
| 粟津飛行研究所                                                    |                   |                                                |
| 名称                                                              | 生産数            | 備考                                           |
| 粟津式2号青鳥号飛行機                                             | 1                 |                                                |
| 粟津式3号滑走練習機                                               | 1                 | 地上滑走のみ                                   |
| 東京府                                                            |                   |                                                |
| 名称                                                              | 生産数            | 備考                                           |
| 磯部式滑走機                                                      | 3                 | 飛行能力なし                                   |
| 東亜航空研究所                                                    |                   |                                                |
| 名称                                                              | 生産数            | 備考                                           |
| 東亜1号水上滑走機                                                 | 1                 | 飛行能力なし                                   |
| 東亜2号水上滑走機                                                 | 1                 | 飛行能力なし                                   |
| 大西飛行機研究所                                                  |                   |                                                |
| 名称                                                              | 生産数            | 備考                                           |
| 垂直飛行機                                                        | 0                 | ヘリコプター 模型機のみ試作                    |
| 寺田航空研究所                                                    |                   |                                                |
| 名称                                                              | 生産数            | 備考                                           |
| TK-1旅客輸送機                                                    | 0                 | 計画のみ                                       |
| TK-2旅客輸送機                                                    | 0                 | 計画のみ                                       |
| 日本航空工業 / 日本国際航空工業                                   |                   |                                                |
| 名称                                                              | 生産数            | 備考                                           |
| TK-3旅客輸送機                                                    | 1                 | 一式輸送機に発展                               |
| 日本飛行機                                                        |                   |                                                |
| 名称                                                              | 生産数            | 備考                                           |
| NH-1「雲雀」特殊飛行機                                            | 25                | プー・ド・シェル基本・ライセンス生産           |
| 日本小型飛行機                                                    |                   |                                                |
| 名称                                                              | 生産数            | 備考                                           |
| 日本式蜂型動力滑空機                                              | 1                 | 初の国産モーターグライダー                     |
| 日本式鴨型滑空機                                                  | 1                 | 研究用グライダー                               |
| 福田軽飛行機                                                      |                   |                                                |
| 名称                                                              | 生産数            | 備考                                           |
| 光式研究機2型動力滑空機                                           | 1                 | モーターグライダー                             |
| 光式8.1型軽飛行機                                                 | 1                 |                                                |
| 野沢航空研究所 / 野沢工作所                                       |                   |                                                |
| 名称                                                              | 生産数            | 備考                                           |
| 野沢式Z-1軽飛行機                                                 | 1                 | パイパー カブ基本・試作のみ                    |
| 野沢式X-1軽飛行機                                                 | 1                 | 試作のみ                                       |
| 東京帝国大学                                                      |                   |                                                |
| 名称                                                              | 生産数            | 備考                                           |
| LB-2軽飛行機                                                      | 1                 | 試作のみ 製作は日本航空工業が担当              |
| 航空局                                                            |                   |                                                |
| 名称                                                              | 生産数            | 備考                                           |
| モーター・グライダー                                              | -                 | 試作のみ・正式名称不明                         |
| K1号                                                              | 1                 | ロケットグライダー・試作のみ                   |
| トヨタ自動車工業                                                  |                   |                                                |
| 名称                                                              | 生産数            | 備考                                           |
| ヘリコプター（オートジャイロ式）                                  | 1                 | 試作のみ・正式名称不明                         |
| 気球製作所                                                        |                   |                                                |
| 名称                                                              | 生産数            | 備考                                           |
| 山田式1号飛行船                                                   | 1                 | 初の国産飛行船                                 |
| 山田式2号飛行船                                                   | 1                 | 飛行船                                         |
| 山田式3号飛行船                                                   | 1                 | 飛行船                                         |

#### 個人製作機
| 名称                           | 製作者                 | 生産数 | 備考                                |
| ------------------------------ | ---------------------- | ------ | ----------------------------------- |
| 玉虫型飛行器                   | 二宮忠八               | 0      | 製作中止                            |
| 空中飛行機                     | 矢頭良一               | 0      | 模型のみ完成・実機は製作に至らず    |
| 福田式飛龍号飛行機             | 福田庄太郎・佐藤喜三郎 | 1      | 飛行せず                            |
| 日野式1号飛行機                | 日野熊蔵               | 1      | 飛行せず                            |
| 日野式2号飛行機                | 日野熊蔵               | 1      | 飛行せず                            |
| 奈良原式1号飛行機              | 奈良原三次             | 1      | 飛行せず                            |
| 奈良原式2号飛行機              | 奈良原三次             | 1      | 飛行に成功した初の国産飛行機        |
| 奈良原式3号飛行機              | 奈良原三次             | 1      | 奈良原式2号改造                     |
| 奈良原式4号鳳号飛行機          | 奈良原三次             | 1      |                                     |
| 奈良原式5号鳳二世号飛行機      | 奈良原三次             | 1      |                                     |
| 森田式飛行機                   | 森田新造               | 1      |                                     |
| 都筑式1号飛行機                | 都筑鉄三郎             | 1      | 飛行せず                            |
| 都筑式2号飛行機                | 都筑鉄三郎             | 1      |                                     |
| 伊賀式舞鶴号飛行機             | 伊賀氏広               | 1      | 飛行せず                            |
| 日野式3号飛行機                | 日野熊造               | 1      | 伊賀式舞鶴号改造・飛行せず          |
| 滋野式わか鳥号飛行機           | 滋野清武               | 1      | フランスで製作                      |
| 斎外式飛行機                   | 斎藤外市               | 1      |                                     |
| 浜田式飛行機                   | 浜田清太郎             | 1      | 飛行せず                            |
| 園田式飛行機                   | 園田武彦               | 1      | イギリスで製作                      |
| 土井式飛行機                   | 土井貞一               | 1      | アメリカで製作                      |
| 玉井式1号飛行機                | 玉井常太郎             | 1      | 飛行せず                            |
| 玉井式2号日本号水上機          | 玉井常太郎             | 1      | 飛行せず                            |
| 鳥飼式隼号飛行機               | 鳥飼繁三郎             | 1      |                                     |
| 高左右式1号飛行機              | 高左右隆之             | 1      | アメリカで製作・飛行せず            |
| 高左右式2号飛行機              | 高左右隆之             | 1      | アメリカで製作                      |
| 高左右式3号飛行機              | 高左右隆之             | 1      | アメリカで製作                      |
| 高左右式4号飛行機              | 高左右隆之             | 1      | アメリカで製作                      |
| 高左右式5号飛行機              | 高左右隆之             | 1      | 高左右式4号基本                     |
| 高左右式TN-6飛行機             | 高左右隆之             | 1      |                                     |
| 阪本式1号飛行機                | 阪本寿一               | 1      | アメリカで製作                      |
| 阪本式2号飛行機                | 阪本寿一               | 1      | アメリカで製作                      |
| 阪本式3号飛行機                | 阪本寿一               | 1      | アメリカで製作                      |
| 阪本式4号飛行機                | 阪本寿一               | 1      | アメリカで製作                      |
| 阪本式5号飛行機                | 阪本寿一               | 1      | アメリカで製作                      |
| 阪本式6号飛行機                | 阪本寿一               | 1      | 阪本式5号基本・のち国民革命軍が運用 |
| 星野式飛行機                   | 星野米三               | 1      |                                     |
| 鈴木式ジャイロ2号飛行機        | 鈴木茂                 | 1      | カーチス ジャイロ改造               |
| 第2翦風号飛行機                | 萩田常三郎             | 1      | モラーヌ・ソルニエ M.S.5基本        |
| 海野式水上機                   | 海野幾之助             | 1      | 飛行せず                            |
| 梅田式飛行機                   | 梅田勇蔵               | 2      | 2機ともに設計は異なる               |
| 梅田式巌号水上機               | 梅田勇蔵               | 1      |                                     |
| 岸式第一つるぎ号飛行機         | 岸一太                 | 1      |                                     |
| 岸式第二つるぎ号飛行機         | 岸一太                 | 1      |                                     |
| 岸式第三つるぎ号飛行機         | 岸一太                 | 1      |                                     |
| 尾崎式飛行機                   | 尾崎行輝               | 1      |                                     |
| 稲垣式複葉トラクター           | 稲垣知足               | 1      | 飛行せず                            |
| コードロン式複葉トラクター     | 福長朝雄               | 1      | 飛行せず                            |
| 藤原式燕号飛行機               | 藤原正章               | 1      |                                     |
| 藤原式第2燕号飛行機            | 藤原正章               | 1      |                                     |
| 藤原式神戸号飛行機             | 藤原正章               | 1      | 藤原式第3燕号より改称               |
| 小川式2号地上滑走練習機        | 小川三郎               | 1      | 地上滑走のみ                        |
| 小川式3号地上滑走練習機        | 小川三郎               | 1      | 地上滑走のみ                        |
| 小川式5号練習機                | 小川三郎               | 1      | 中島式五型練習機改造                |
| 田村式トラクター               | 田村敏一               | 1      | 白戸式猛号改造                      |
| 西田式スポーツ機               | 西田松蔵               | 1      | 飛行せず                            |
| 西田式2号スポーツ機            | 西田松蔵               | 1      |                                     |
| 安井式TN-6改飛行機             | 安井藤次郎             | 1      | 高左右式TN-6改造                    |
| 安井式3号飛行機                | 安井藤次郎             | 1      |                                     |
| 一森式モノコック型飛行機       | 一森義憲               | 1      | 飛行せず                            |
| 一森式スカイラーク号スポーツ機 | 一森義憲               | 1      |                                     |
| 一森式1号トラクター            | 一森義憲               | 1      | 田村式トラクター改造                |
| 小栗カーチス式ジェニー練習機   | 小栗常太郎             | 1      | カーチス JN-4 ジェニー 国産化       |
| 小栗式2号飛行機                | 小栗常太郎             | 1      | カーチス JN-4基本                   |
| 藤繩式オレンコ飛行機           | 藤縄英一               | 1      |                                     |
| 石橋式スパッド13型競技用飛行機 | 石橋勝浪               | 1      | スパッド S.XIII 国産化              |
| 低翼単葉ロボット機             | 大河原碌碌             | 2      | 無人飛行機                          |
| 頓所式1型ハング・グライダー    | 頓所好勝               | 1      | 初の国産ハンググライダー            |
| 馬淵式ヘリコプター             | 馬淵清一               | 1      | 飛行せず                            |

## 第二次世界大戦後
1952年（昭和27年）にGHQ/SCAPによって航空の運行と機体開発の一部再開が認められたことにより、日本の航空産業は新しい時代に入ったが、禁止の年月は日本から航空技術が失われるには十分であった。戦前戦中の航空技術者の大半は生活の糧を求めて鉄道や自動車の分野に流出した。また、ジェットエンジンの実用化や超音速の実現など、世界の航空技術は日本の終戦時の技術を遥かに上回る水準に達していた。日本はアメリカ合衆国製の機体をライセンス生産（ほとんどの部品を国内で調達・生産する方式）することにより、技術を再取得しなければならなかった。
第二次世界大戦後になると開発の主導権は民間企業に移ったが、開発費が増大したことにより単独での開発が難しくなったため、共同開発・分担生産が主流となった。このため機体の設計開発と製造が国内ならば『国産』と呼ばれることが多い。さらにエンジンも国産の場合は『純国産』という表現が使われる。現代では為替の影響で航空灯や計器類は輸入品の方が安価なこともあり、日本のように国産化が可能でも海外メーカー品を導入するほうがコスト的に有利な国が多い。特にジェットエンジンは排ガスや騒音規制などで開発費が高騰したことで中小企業が撤退し、GE、ロールス・ロイス、プラット・アンド・ホイットニーの大手3社による寡占状態となっており、現状では全てを国産品でまかなう『完全国産』で採算が合うのはアメリカで小型機を製造するなど限られた条件下のみとなった。
こういった理由から、国産の固定翼機は非常に少ないものの、海外への売り込みが行われている。また第二次世界大戦後に開発が本格化したヘリコプターは技術的な格差が少なかったため、高性能な機体の開発には成功している。ただし人件費が高いこともあり価格が上昇し、相対的な価格競争力は低い。コストを抑えるためSUBARUはベルと共同開発したベル 412の改良型を民間向けとして販売し、その改造機をUH-2として自衛隊向けに納品することで量産効果を得ようとしている。
第二次世界大戦後の航空業界では、機体の性能だけではなくサービス網の整備やパーツのストックなどアフターサービスが重要視されているが、これらのノウハウを有する海外メーカーに比べ大きく後れを取っている。過去には日本のメーカーでは販売後のサポートを軽視していたためYS-11が商業的に失敗したことから、Mitsubishi SpaceJetでは事前に海外企業と提携するなどの動きがある。
以下の表にはライセンス生産またはノックダウン生産（細分化された輸入部品の再組み立て）された機体、国際共同開発で製造された機体も含めている。国内再組み立て（大きなブロックパーツに分かれた輸入部品の再組み立て）のみの場合は記していない。

### 自衛隊
自衛隊では、ほとんどの航空装備品が同盟国であるアメリカ軍からの供与から始まったことから、米国製品の採用が多いが、国内生産が可能なものは、出来る限りライセンス生産によって国産化する方針を採っており、また独自の能力向上型も開発している。自国のみでも多種の航空機を製造して実用化している。
自衛隊機のライセンス生産の場合、まず2機程度を完成品輸入（国内再組み立て）、数機をノックダウン生産してから、本格的なライセンス生産に移ることが多いが、近年は輸入の後に直接ライセンス生産することが多くなっている。
表では、名称は自衛隊での制式採用名、製造者は日本国内での機体生産メーカー、原製造者はライセンス生産及びノックダウン生産のライセンス供与者、備考は機体生産に関する情報を記した。

#### 航空自衛隊
| 戦闘機                                     |                                     |        |                        |                                                        |
| 名称                                       | 製造者                              | 生産数 | 原製造者               | 備考                                                   |
| F-86F戦闘機「旭光」                        | 三菱重工業                          | 300    | ノースアメリカン       | ライセンス生産                                         |
| F-104J戦闘機「栄光」                       | 三菱重工業                          | 207    | ロッキード             | ライセンス生産 （J:単座、複座のDJは再組み立てのみ）    |
| F-4EJ/EJ改戦闘機                           | 三菱重工業                          | 138/90 | マクドネル・ダグラス   | ライセンス生産（EJ改：EJの改造）                       |
| F-15J/DJ戦闘機                             | 三菱重工業                          | 163/36 | マクドネル・ダグラス   | ライセンス生産 （電子機器は国産、J：単座/DJ：複座）    |
| F-1支援戦闘機                              | 三菱重工業                          | 77     |                        | T-2ベースの改造開発                                    |
| F-2A/B戦闘機                               | 三菱重工業                          | 64/34  | ロッキード・マーティン | F-16ベースの共同開発 （A：単座/B：複座、試作機を含む） |
| 次期戦闘機                                 | 三菱重工業/BAEシステムズ/レオナルド | 計画中 |                        | 国際共同開発を予定                                     |
| 偵察機                                     |                                     |        |                        |                                                        |
| 名称                                       | 製造者                              | 生産数 | 原製造者               | 備考                                                   |
| RF-4EJ偵察機                               | 三菱重工業                          | 15     | マクドネル・ダグラス   | F-4EJからの改造                                        |
| YS-11EL/EB電子測定機                       | 日本飛行機（改造）                  | 4      | 日本航空機製造         | YS-11C改造、EL→EB                                      |
| PD4-AW-X                                   | プロドローン                        |        |                        | 基地警備用ドローン 民間機ベース                        |
| SOTEN                                      | ACSL                                |        |                        | 小型空撮用ドローン 民間機を採用                        |
| 輸送機                                     |                                     |        |                        |                                                        |
| 名称                                       | 製造者                              | 生産数 | 原製造者               | 備考                                                   |
| YS-11C/P/PC輸送機                          | 日本航空機製造                      | 7/4/1  |                        | C：貨物/P：人員/PC：貨客混載                           |
| C-1中型輸送機                              | 川崎重工業                          | 30     |                        | 設計・試作は日航製 （数字はC-1FTBを除く）              |
| CH-47J輸送ヘリコプター                     | 川崎重工業                          | 調達中 | ボーイング             | ライセンス生産                                         |
| C-2輸送機                                  | 川崎重工業                          | 調達中 |                        | 純国産                                                 |
| 救難機                                     |                                     |        |                        |                                                        |
| 名称                                       | 製造者                              | 生産数 | 原製造者               | 備考                                                   |
| H-19救難ヘリコプター「はつかり」           | 三菱重工業                          | 68※    | シコルスキー           | ライセンス生産                                         |
| MU-2S救難機                                | 三菱重工業                          | 29     |                        |                                                        |
| KV-107II-5/A-5救難ヘリコプター「しらさぎ」 | 川崎重工業                          | 17/35  | ボーイング・バートル   | 生産販売ライセンス（A-5：エンジン強化）                |
| UH-60J救難ヘリコプター                     | 三菱重工業                          | 調達中 | シコルスキー           | ライセンス生産                                         |
| 練習機                                     |                                     |        |                        |                                                        |
| 名称                                       | 製造者                              | 生産数 | 原製造者               | 備考                                                   |
| T-33A中等練習機「若鷹」                    | 川崎重工業                          | 210    | ロッキード             | ライセンス生産                                         |
| T-34A初等練習機「はつかぜ」                | 富士重工業                          | 124    | ビーチクラフト         | ライセンス生産                                         |
| T-1A/B 中等練習機「初鷹」                  | 富士重工業                          | 46/20  |                        | B型は純国産                                            |
| T-2 高等練習機                             | 三菱重工業                          | 96     |                        |                                                        |
| T-3 初等練習機                             | 富士重工業                          | 50     | ビーチクラフト         | KM-2Bベースの改造開発                                  |
| T-4 中等練習機                             | 川崎重工業                          | 212    |                        | 純国産                                                 |
| T-7 初等練習機                             | 富士重工業                          | 49     | ビーチクラフト         | KM-2Fベースの改造開発                                  |
| T-400 基本操縦練習機                       | レイセオン                          | 13     | 三菱重工業             | 三菱MU-300の製造販売権買収                             |
| YS-11NT 航法訓練機                         | 日本航空機製造                      | 1      |                        | YS-11C改造                                             |
| 訓練支援機                                 |                                     |        |                        |                                                        |
| 名称                                       | 製造者                              | 生産数 | 原製造者               | 備考                                                   |
| YS-11E/EA電子戦訓練支援機                  | 日本飛行機（改造）                  | 2      | 日航製                 | YS-11C改造、E→EA                                       |
| EC-1電子戦訓練機                           | 川崎重工業                          | 1      |                        | C-1改造                                                |
| 飛行点検機                                 |                                     |        |                        |                                                        |
| 名称                                       | 製造者                              | 生産数 | 原製造者               | 備考                                                   |
| YS-11FC                                    | 日航製                              | 3      |                        | 1機新造、2機はYS-11P改造                               |
| MU-2J                                      | 三菱重工業                          | 4      |                        |                                                        |
| 試験機                                     |                                     |        |                        |                                                        |
| 名称                                       | 製造者                              | 生産数 | 原製造者               | 備考                                                   |
| C-1FTB飛行試験機                           | 川崎重工業                          | 1      |                        | 元・試作機XC-1                                         |
| 無人標的機                                 |                                     |        |                        |                                                        |
| 名称                                       | 製造者                              | 生産数 | 原製造者               | 備考                                                   |
| KMQ-5（KAQ-5）                             | 川崎重工業                          | 12以上 |                        | 正式採用に至らず                                       |
| J/AQM-1 自律型標的                         | 富士重工業                          |        |                        |                                                        |
| J/AQM-2 空対空用小型標的                   | 川崎重工業                          | 調達中 |                        |                                                        |

※H-19は3自衛隊の総数（個別の数字は不明）

#### 海上自衛隊
| 固定翼対潜哨戒機/哨戒機                    |                |                   |                        |                                                  |
| 名称                                       | 製造者         | 生産数            | 原製造者               | 備考                                             |
| P2V-7/P-2J対潜哨戒機「おおわし」           | 川崎重工業     | 48/82             | ロッキード             | ライセンス生産（P-2Jは国内開発）                 |
| PS-1対潜哨戒飛行艇「おおとり」             | 新明和工業     | 23                |                        | 国産                                             |
| P-3C哨戒機                                 | 川崎重工業     | 101               | ロッキード             | ライセンス生産                                   |
| P-1哨戒機                                  | 川崎重工業     | 31                |                        | 純国産                                           |
| 回転翼対潜哨戒機/哨戒機                    |                |                   |                        |                                                  |
| 名称                                       | 製造者         | 生産数            | 原製造者               | 備考                                             |
| HSS-1対潜ヘリコプター「うみつばめ」        | 三菱重工業     | 20                | シコルスキー           | ノックダウン生産                                 |
| HSS-2/-2A/-2B対潜ヘリコプター「ちどり」    | 三菱重工業     | 173               | シコルスキー           | ライセンス生産（A/Bは国内開発）                  |
| SH-60J/SH-60K/XSH-60L哨戒ヘリコプター      | 三菱重工業     | 103/調達中/試験中 | シコルスキー           | ライセンス生産 （電子機器は国産、K/Lは国内開発） |
| 掃海機                                     |                |                   |                        |                                                  |
| 名称                                       | 製造者         | 生産数            | 原製造者               | 備考                                             |
| KV-107II-3掃海ヘリコプター「しらさぎ」     | 川崎重工業     | 9                 | ボーイング・バートル   | 生産販売ライセンス                               |
| MCH-101掃海輸送ヘリコプター                | 川崎重工業     | 10                | アグスタウェストランド | ライセンス生産                                   |
| 偵察機                                     |                |                   |                        |                                                  |
| 名称                                       | 製造者         | 生産数            | 原製造者               | 備考                                             |
| EP-3電子戦データ収集機 OP-3C画像情報収集機 | 川崎重工業     | 5                 | ロッキード             | P-3Cベースに改造開発                             |
| 輸送機                                     |                |                   |                        |                                                  |
| 名称                                       | 製造者         | 生産数            | 原製造者               | 備考                                             |
| YS-11M/M-A輸送機                           | 日本航空機製造 | 2/2               |                        | M-A：YS-11-400ベース                             |
| S-61A南極観測ヘリコプター「ちどり」        | 三菱重工業     | 2(2)              | シコルスキー           | ライセンス生産                                   |
| CH-101南極観測ヘリコプター                 | 川崎重工業     | 3                 | アグスタウェストランド | ライセンス生産                                   |
| 救難機                                     |                |                   |                        |                                                  |
| 名称                                       | 製造者         | 生産数            | 原製造者               | 備考                                             |
| US-1/1A救難飛行艇「おおとり」              | 新明和工業     | 6/14              |                        | 国産                                             |
| UH-60J救難ヘリコプター                     | 三菱重工業     | 19                | シコルスキー           | ライセンス生産                                   |
| US-2救難飛行艇                             | 新明和工業     | 7                 |                        | US-1Aベースに改造開発                            |
| 練習機                                     |                |                   |                        |                                                  |
| 名称                                       | 製造者         | 生産数            | 原製造者               | 備考                                             |
| KM-2初等練習機「こまどり」                 | 富士重工業     | 62                | ビーチクラフト         | T-34Aベースに国内開発                            |
| T-5初等練習機                              | 富士重工業     | 37                | ビーチクラフト         | KM-2Dベースに改造開発                            |
| YS-11T-A機上作業練習機                     | 日航製         | 6                 |                        |                                                  |
| 訓練支援機                                 |                |                   |                        |                                                  |
| 名称                                       | 製造者         | 生産数            | 原製造者               | 備考                                             |
| UP-2J                                      | 川崎重工業     | 4                 | ロッキード             | P-2Jベースに国内開発                             |
| U-36A訓練支援機                            |                | 6                 | ゲイツ                 | リアジェット36A改造                              |
| UP-3D電子訓練支援機                        | 川崎重工業     | 3                 | ロッキード             | P-3Cベースに国内開発                             |
| 標的機                                     |                |                   |                        |                                                  |
| 名称                                       | 製造者         | 生産数            | 原製造者               | 備考                                             |
| KD-2R-5改低速標的機                        | 日本電気       |                   | ラジオプレーン         | 無人機・国産化                                   |
| BQM-34AJ/AJ改高速標的機                    | 富士重工業     |                   | テレダイン・ライアン   | 無人機・国産化                                   |
| BQM-74C/E高速標的機                        | 日本電気       |                   | ノースロップ           | 無人機・国産化                                   |
| 試験機                                     |                |                   |                        |                                                  |
| 名称                                       | 製造者         | 生産数            | 原製造者               | 備考                                             |
| UP-3C試験評価機                            | 川崎重工業     | 1                 | ロッキード             | P-3Cベースに国内開発                             |

※生産数 () 内は既存機からの改造

#### 陸上自衛隊
| 汎用ヘリコプター                   |                  |               |                      |                                                          |
| 名称                               | 製造者           | 生産数        | 原製造者             | 備考                                                     |
| H-13H/H-13KH「ひばり」             | 川崎重工業       | 75/19         | ベル・エアクラフト   | 生産販売ライセンス（KH：国内開発）                       |
| UH-1B/H/J多用途ヘリコプター        | 富士重工業       | 90/133/調達中 | ベル・エアクラフト   | ライセンス生産（B：初代、H：2代、J：3代・国内開発）      |
| UH-60JA多用途ヘリコプター          | 三菱重工業       | 40            | シコルスキー         | ライセンス生産                                           |
| UH-2多用途ヘリコプター「ハヤブサ」 | SUBARU           | 調達中        | ベル・エアクラフト   | ベル 412EPIベースの共同開発                              |
| 攻撃ヘリコプター                   |                  |               |                      |                                                          |
| 名称                               | 製造者           | 生産数        | 原製造者             | 備考                                                     |
| AH-1S対戦車ヘリコプター            | 富士重工業       | 89            | ベル・エアクラフト   | ライセンス生産                                           |
| AH-64D戦闘ヘリコプター             | 富士重工業       | 13            | ボーイング           | ライセンス生産                                           |
| 輸送ヘリコプター                   |                  |               |                      |                                                          |
| 名称                               | 製造者           | 生産数        | 原製造者             | 備考                                                     |
| S-55/H-19「はつかり」              | 三菱重工業       | 68※           | シコルスキー         | ライセンス生産                                           |
| KV-107II-4/A-4/A-4A「しらさぎ」    | 川崎重工業       | 41/18/1       | ボーイング・バートル | 生産販売ライセンス （A-4：エンジン強化、A-4A：要人輸送） |
| CH-47J/JA輸送ヘリコプター          | 川崎重工業       | 34/18         | ボーイング           | ライセンス生産（JA：航続距離延長）                       |
| 観測ヘリコプター                   |                  |               |                      |                                                          |
| 名称                               | 製造者           | 生産数        | 原製造者             | 備考                                                     |
| OH-6J/D観測ヘリコプター            | 川崎重工業       | 117/193       | ヒューズ             | ライセンス生産（J：初代、D：2代）                        |
| OH-1観測ヘリコプター「ニンジャ」   | 川崎重工業       | 38            |                      | 純国産                                                   |
| RMAX Type II G                     | ヤマハ発動機     |               |                      | 民間機を転用・無人機                                     |
| 遠隔操縦観測システム（FFOS）       | 富士重工業       |               |                      | 純国産・無人機                                           |
| 新無人偵察機システム（FFRS）       | 富士重工業       |               |                      | 純国産・無人機                                           |
| 固定翼機                           |                  |               |                      |                                                          |
| 名称                               | 製造者           | 生産数        | 原製造者             | 備考                                                     |
| L-19E連絡機「そよかぜ」            | 富士重工業       | 22            | セスナ               | ライセンス生産                                           |
| LM-1/2連絡機「はるかぜ」           | 富士重工業       | 24            | ビーチクラフト       | T-34Aベースで国内開発（2：KM-2タイプへの改造）           |
| TL-1練習連絡機                     | 富士重工業       | 2             | ビーチクラフト       | 陸上自衛隊向けKM-2                                       |
| LR-1偵察連絡機                     | 三菱重工業       | 20            |                      | 陸上自衛隊向けMU-2                                       |
| KAQ-1                              | 川崎重工業       |               |                      | 無人機・アメリカでも運用                                 |
| チャカIII高速標的機                | 日本電気         |               | ノースロップ         | 無人機・国産化                                           |
| チャカR無人偵察機                  | 防衛庁           | 2             | ノースロップ         | 無人機・チャカIIIベースの改造開発                        |
| RCAT低速標的機                     | ヤマハ発動機     |               |                      | 無人機                                                   |
| RCMAT小型模型標的機                | フジ・インバック |               |                      | 無人機                                                   |
| 新低速標的機（UAV型）              | 防衛装備庁       |               |                      | 無人機                                                   |
| 新高速標的機（FB型）               | 川崎重工業       |               |                      | 無人機                                                   |
| JUXS-S1無人航空機（近距離用）      | 川田工業         |               |                      | 純国産・無人機                                           |
| B2                                 | フジ・インバック |               |                      | 純国産・無人機 民間機を転用                              |

※H-19は3自衛他の総数（個別の数字は不明）

#### 防衛装備庁
| 試験計測用航空機 |                |        |          |                            |
| 名称             | 製造者         | 生産数 | 原製造者 | 備考                       |
| BK117            | 川崎重工業/MBB | 2      |          | 国際共同開発・民間機を転用 |

#### 防衛大学校
| グライダー   |                     |        |          |                        |
| 名称         | 製造者              | 生産数 | 原製造者 | 備考                   |
| KK101        | 富士木工/寺田製作所 | 2      |          | 民間機を転用・練習用   |
| 萩原式H-22型 | 萩原滑空機製作所    | 6      |          | 民間機を転用・練習用   |
| 萩原式H-23型 | 萩原滑空機製作所    | 2      |          | 民間機を転用・練習用   |
| 防大型B-5型  | 富士重工業          | 3      |          | 三田式3型ベース 練習用 |

#### 自衛隊機の名称について
現在の自衛隊機の命名規則は1974年（昭和49年）に制定されたもので、1973年（昭和48年）年度以前に導入された機種にはT-1やC-1のように後の命名規則に準じた名称がすでにつけらていた機種もあったものの、それが絶対ではなかった。YS-11、KM-2、MU-2、V-107といったベース機の名称をそのまま使った機種も多かったが、制定された命名規則（防装航第1725号）では通達以前の機種について原則として命名規則を適用させないこととしたため、制定後も再改名などは行われなかった。
命名規則制定後も外国製機体は（命名規則に著しく反しない限り）既存の名称を流用しても良いとしたため、命名規則が類似する米軍機を採用する場合、そのまま使われることが多い（F-15、P-3Cなど）。一部だけ型式を流用することもあり、例えばE-767は自衛隊命名規則に基づく「E」（特別電子装備を表す基本任務記号）とベース機のボーイング767の「767」を組み合わせたものである。
国産機の場合は若番順から番号が振られる（F-1、PS-1、US-1、OH-1など）が、命名規則では「改造の性格上新しい航空機とみなすのが適当」な場合、変更任務記号による手直しではなく新たな型番を与えることもあるとしているため、外国製機体の改造機も若番順の番号が振られることがある（T-34改造機の系譜であるT-3・T-5・T-7や、F-16の改造開発であるF-2など）。

### 民間機

#### 固定翼機
- YS-11（日本航空機製造）
- MU-2（三菱重工業）
- FA-200（富士重工業）
- FA-300（富士重工業/ロックウェル・インターナショナル共同開発）
- MU-300（三菱重工業：現ホーカー 400）
- HondaJet（本田技研工業）

開発・生産協力
ボーイング
- ボーイング737（下請け）
- ボーイング747（下請け）
- ボーイング757（下請け）
- ボーイング767（開発分担率15パーセント）
- ボーイング777（開発分担率21パーセント）
- ボーイング787（開発分担率35パーセント）

エアバス
- エアバスA319（下請け）
- エアバスA320（下請け）
- エアバスA330（下請け）
- エアバスA340（下請け）
- エアバスA380（下請け）

ボンバルディア・エアロスペース（三菱重工業が開発参加）
- グローバルエクスプレス
- DHC8-Q400（富士重工も参加。日本の分担比率は半分近い）
- CRJ700/900
- チャレンジャー300/5000

エンブラエル（川崎重工業が開発参加）
- エンブラエル170,190-100/200,195

ホーカー（富士重工業が開発参加）
- ホーカー 4000

エクリプス・エビエーション（富士重工業が開発参加）
- エクリプス 500

ライセンス生産
- FD-25（フレッチャー/東洋航空工業・輸出用軍用機）

#### 回転翼機
- KAHX-1（川崎重工業・計画中止）
- KH-7（川崎重工業・計画中止の後にBK117に発展）
- BK117（川崎重工業/メッサーシュミット・ベルコウ・ブロウム共同開発）
- MH2000（三菱重工業）
- RoboCopter 300（川田工業・S300（英語版）改造：有人機ベースの大型産業用無人ヘリコプター）
- H-4（GEN CORPORATION）
- SUBARU ベル 412EPX（SUBARU/ベル共同開発）

生産・開発協力
シコルスキー（三菱重工業が共同開発）
- S-92ヘリコプター（胴体キャビン担当）

ベルエアクラフト（富士重工業が共同開発）
- BA609 ティルトローター機

ライセンス生産
- 47G（ベル/川崎重工業）
  - KH-4（ベル47G-3Bベース・川崎の国内開発）
- KV-107II（バートル/川崎重工業）
- S-55（シコルスキー/三菱重工業）
- S-61（シコルスキー/三菱重工業）
- 204B（ベル/富士重工業）
- 205B（ベル/富士）

### 試作・実験機
1952年（昭和27年）の航空一部解禁により、かつて航空産業に携わった企業や大学が新型機の自主開発を開始した。航空産業への参入を狙う商社や空撮のノウハウを有する大手新聞社が参画するもアメリカの機体には及ばず、アメリカ製のライセンス生産を中心とするようになった。その後も自主開発の機会が少なかったため、試作機や研究機の製作数も少ない。
人力飛行機に関しては鳥人間コンテスト選手権大会が開催されているため、大学のサークルなどが定期的に製作している。
立川飛行機（現・新立川飛行機）
- 立飛 R-52
- 立飛 R-53
- 立飛 R-HM310軽飛行機

日本大学理工学部
- N-52 軽飛行機（岡村製作所・朝日新聞社参加）
- N-58「シグネット」（PA-22（英語版）改造：伊藤忠航空整備参加）
- N-62「イーグレット」（伊藤忠航空整備参加）
- N-70「シグナス」（モーターグライダー）
- N-75（計画のみ：モーターグライダー）

川崎航空機工業 / 川崎重工業
- KAL-1連絡機
- KAT-1練習機
- KAL-2連絡機
- KHR-1（KH-4改造：無間接型ローターの実験機）
- H500DFRP（MD 500改造：ブレード実験機）
- KAV-1（KV-107改造：高速ヘリコプターの研究機。計画のみ）
- GK520（計画のみ：PX-Lの川崎案）
- UH-X（OH-1原型：談合判明により計画中止）
- K-RACER-X1（無人複合ヘリコプターの実験機）
- K-RACER-X2（無人ヘリコプターの実験機）
- 全翼型無人機（実験機）
- 大型ハイブリッドドローン（マルチコプターの実験機）

東洋航空工業
- TT-10練習機

日本軽飛行機
- 03式 コンドル1型（モーターグライダー）

萱場製作所
- ヘリプレーン1型（セスナ 170B改造：研究目的の複合ヘリコプター）

日本ヘリコプター研究会
- よみうりY-1ヘリコプター（読売新聞社参加）

自由航空研究所
- JHX-1（チップジェット式ヘリコプターの実験機）
- JHX-2（上同）
- JHX-3（上同）
- JHX-4（上同）
- JHX-5（上同・計画中止）
- RC-1（無人操縦ヘリコプター）

金沢大学
- 広津式ヘリコプター（計画中止）

前田航研工業
- T・K式飛行機（未成：博多工業高等学校などの学生らが主導）

航空開発
T-6B5（T-6改造：九七式艦攻を模した『トラ・トラ・トラ!』撮影用の劇用機。アメリカ製改造キットを使用）
日本飛行機
- NP-100 アルバトロス（モーターグライダー）

横浜グライダークラブ / 鷹取航空技術協会
- 鷹取式SH-14E型（英語版）（横浜グライダークラブ/ファウベル（英語版）共同開発：無尾翼モーターグライダー）
- フライダー（水陸およびグライダー・モーターグライダー両用）
- 鷹取式SK-10E-1型（水陸両用モーターグライダー）
- 鷹取式SKT-11-II型 ヒヨドリII（モーターグライダー）
- ザ・エンペラー（水陸両用モーターグライダー）

ヤヱガキ醸造機械
- YJ-01
- YJ-06

新明和工業
- UF-XS（UF-2改造：PS-1開発に先立つ研究）
- ASR-544-4（計画のみ：エアクッションランディングシステムを用いるジェット飛行艇。グラマンと共同）
- SS-X（計画のみ：民間向けのジェット水陸両用飛行艇）
- XV-S（VTOL無人航空機のデモンストレーター）
- XU-S（固定翼型無人航空機の実験機）
- XU-L（S-6（英語版）改造：大型無人航空機開発などのための有人研究機。ヤマハ発動機と共同）
- XU-M（無人飛行艇の実験機）
- XU-SII（高高度滞空型無人航空機の実験機）

富士重工業 / SUBARU
- XMH（ベル 204B改造：有翼ヘリコプターの研究機）
- スバルジェット（構想のみ：ビジネスジェット）
- SUBARU AIR MOBILITY Concept（空飛ぶクルマのコンセプトモデル）

防衛庁 / 防衛省 / 防衛装備庁
- X1G（サフィール91B改造：高揚力研究機）
- 改B3（ラムジェットエンジン搭載の研究用無人機）
- 改B-010（ターボジェットエンジン搭載の研究用無人機）
- B4（ロケットエンジン搭載の研究用無人機）
- 改B4（ラムジェットエンジン搭載の研究用無人機）
- SSRT-A（無人標的機用自動安定装置の実験機）
- P2VSA（P2V-7改造：可変特性研究機）
- P-2J VSA（P-2J改造：可変特性研究機）
- T-2 CCV（T-2改造：運動能力向上研究機）
- 研究用RPV
- OH-6J新型式ローターシステム実験機（OH-6J改造）
- X-2（先進技術実証機）
- i3 FIGHTER（構想：将来戦闘機コンセプト）
- 多用途小型無人機（TACOM）
- 無人機研究システム
- VTOL-UAV（無人垂直離着陸機の実験機シリーズ）
- 携帯型飛行体
- GPSカメラ搭載自律飛行機
- 球形飛行体
- 滞空型模擬実験機（HK36TTC（英語版）改造）
- OPV飛行試験機（KM-2D改造：航空機搭載型小型赤外線センサシステムの実験機）
- 飛行実証機（開発中：極超音速誘導弾の実験機。無人）
- 戦闘支援無人機（開発中）
- FTB無人機（開発中）
- 目標観測弾（開発中：対艦誘導弾ベースの無人偵察機）

航空宇宙技術研究所 / 宇宙航空研究開発機構
- FA-200改（FA-200改造：STOL実験機）
- FA-200XS（FA-200改改造：単発STOL実験機）
- VTOLフライングテストベッド（リフトエンジン方式VTOLの実験機）
- VTOL実験機（計画のみ：リフトエンジン方式VTOLの実験機）
- 飛鳥（C-1ベース：低騒音STOL実験機）
- VSRA（クイーンエア改造：可変安定応答実験機）
- HIMES（高機動性実験宇宙機）
- MuPAL-α（Do228-202改造：多目的実証実験機）
- HYFLEX（極超音速飛行実験機）
- ALFLEX（小型自動着陸飛行実験機）
- RTV（再使用ロケット実験機）
- MuPAL-ε（MH2000改造：多目的実験ヘリコプター）
- HSFD（高速飛行実証機）
- SPF（定点滞空飛行試験機による試験のみで開発中止：成層圏プラットフォーム）
- NEXST-1（小型超音速実験機）
- NEXST-2（計画中止：ジェットエンジン搭載の小型超音速実験機）
- LIFLEX（リフティングボディ飛行実験機）
- BOV（高高度気球を用いた極超音速エンジン小型実験機のシリーズ）
- ホルニッセ（開発中：リフトファン式VTOL試験機）
- 飛翔（サイテーション・ソヴリン（英語版）改造：ジェット飛行実験機）
- UARMS（放射線モニタリング無人機システム）
- S3TD（計画中止：ジェットエンジン搭載の静粛超音速研究機）
- S3CM（超音速試験機）
- HIMICO（極超音速統合制御実験機）
- McART3（4発ティルト翼VTOL小型技術実証機）
- QTW VTOL UAV（4発ティルト翼小型無人VTOL機）
- 電動化モーターグライダー（HK36TTC-ECO（英語版）改造：航空機用電動推進システムの飛行実証機）
- RV-X（再使用ロケット実験機）
- CALLISTO（開発中：1段再使用飛行実験機。DLRおよびCNESと共同開発）
- HARIOS（開発中：コンパウンド方式の高速ヘリコプター）
- UGUISS（計画中：空飛ぶクルマ）
- 火星航空機（開発中：無人航空機型の火星探査機。火星探査航空機や火星飛行機とも）

農業環境技術研究所
- 飛行船型低層巡航リモートセンシングシステム

国立極地研究所
- Ant-Plane（南極観測用小型無人航空機のシリーズ）
- カイトプレーン（無人航空機のシリーズ。福岡大学と共同）
- Phoenix（小型無人観測航空機のシリーズ。九州大学、福岡大学と共同）

日本鯨類研究所
- 飛鳥（鯨類調査用VTOL無人航空機のシリーズ）

産業技術総合研究所・天童木工
- マルチマテリアル航空機（木製飛行機のコンセプトモデル。飛行能力なし）

本田技研工業
- MH01（ボナンザ改造）
- MH02
- eVTOL（計画中：空飛ぶクルマ）

三菱重工業 / 三菱航空機
- RP1（S-76S改造：MH2000開発に先立つ研究機）
- Mitsubishi SpaceJet（開発中止：環境適応型高性能小型航空機）
- 小型ドローン
- 中型ドローン（物資輸送用マルチコプター）
- SE-VTOL（VTOL固定翼UAV）
- ARMDC-20X（戦闘支援無人機のコンセプトモデル）

IHIエアロスペース
- i-Gryphon（物資輸送用マルチコプター）
- 無人飛行体（将来宇宙輸送システムのためのサブスケール有翼実験機）

トヨタ自動車工業 / トヨタ自動車
- ヘリコプター（計画のみ）
- Lima I（PA-23（英語版）改造：レクサス用エンジンを搭載した実験機。スケールド・コンポジッツと共同）
- Lima II（レクサス用エンジンを搭載した実験機。スケールド・コンポジッツと共同）
- TAA-1（トヨタ・アドバンスド・エアクラフト：炭素繊維複合材と樹脂製の機体による概念実証機。スケールド・コンポジッツと共同。詳細未公表）
- TAA-2（計画のみ：スケールド・コンポジッツと共同）

石田エアロスペース
- TW-68（計画中止：ティルトウィング輸送機。開発拠点はアメリカ）

ヤマハ発動機
- OR-15 ARV（計画中止：高速軽飛行機）

オリンポス
- SP-1（実験目的のソーラープレーン。サレジオ工業高等専門学校と共同）
- AKT95（開発中：九五式一型練習機の7/8スケールのレプリカ機。立飛ホールディングスと共同）

川田工業
- パーソナルヘリコプター（計画中止）

JBS
- SKY SHIP（熱飛行船）

百万人の飛行船の会
- ODA-6000（計画中止：軟式飛行船）

メイテック
- MAN-1（表面効果翼機の実験機）

エンジニアリングシステム
- BDH-2（H-4のプロトタイプ）

ヒロボー
- HX-1（産業用無人ヘリコプター）
- HX-2（産業用無人ヘリコプター）
- bit（1人乗り電動ヘリコプターのコンセプトモデル）

岐阜県工業会
- ミラクルビークル（計画中止：空陸両用車）
- 消防・防災無人観測機

サード
- SA4N（計画のみ）

ATRヤマト
- ACR-3-A160（開発中：海外向け軽量スポーツ航空機）

ウェル・クラフト
Flying Chair（有人用大型マルチコプター）
日本電気
- 空飛ぶクルマの試作機（正式名称不明。無人）

プロドローン
- SUKUU（開発中：対話型救助用パッセンジャードローン）
- AEROCA（計画のみ：空飛ぶクルマ）

SkyDrive
- SD-01（空飛ぶクルマの無人試験機）
- SD-02（空飛ぶクルマの試験機）
- SD-03（空飛ぶクルマの試験機）
- SkyDrive（開発中：空飛ぶクルマ）
- SD-XX（構想中：空飛ぶクルマ）
- SkyLift（物流ドローン）

テトラ・アビエーション
- Mk-3（空飛ぶクルマのコンセプトモデル）
- Mk-5（開発中：空飛ぶクルマ）
- Mk-7（開発中：空飛ぶクルマ）

白銀技研
- Beedol（開発中：空飛ぶクルマ）

エアロネクスト
- Next MOBILITY（「空飛ぶゴンドラ」の原理試作1号機。無人）

スカイリンクテクノロジーズ
- QTW試験機（空飛ぶクルマ開発のための無人試験機）
- Lift&Cruise試験機（空飛ぶクルマ開発のための無人試験機）
- Vectored Thrust試験機（空飛ぶクルマ開発のための無人試験機）
- STORK（計画中：空飛ぶクルマ）

HIEN Aero Technologies
- HIEN Dr-One（開発中：無人eVTOL）
- HIEN 2（計画中：空飛ぶクルマ）
- HIEN 6（計画中：空飛ぶクルマ）

A.L.I. Technologies
- XTURISMO Limited Edition（販売中止：空飛ぶバイク）

Temma
- Temma-8（計画のみ：ハイブリッドeVTOL）

FaroStar
- WISE-UV（計画中：電動表面効果翼機）

三菱地所設計
- Passenger VTOL（構想中：空飛ぶクルマ）

HAPSモバイル / ソフトバンク
- Sunglider（成層圏通信プラットフォーム。エアロバイロンメント（英語版）と共同）

PDエアロスペース
- PDAS-X01（宇宙機開発のための無人飛行デモンストレーション機）
- PDAS-X02（宇宙機開発のための無人高速飛行実証機）
- PDAS-X03（宇宙機開発のための無人飛行技術実証機）
- PDAS-X04（宇宙機開発のための無人長距離飛行技術実証機）
- PDAS-X06（宇宙機開発のための無人システム技術実証機）
- PDAS-X07（開発中：宇宙機開発のための無人サブオービタル技術実証機）

東京工業大学・松下電器
- オキシフライヤー号（オキシライド乾電池を用いた電動航空機）

東京理科大学
- WIRES（英語版）（有翼ロケット実験機のシリーズ・無人）

東京大学
- Anemoi（高高度滞空型無人航空機の実験機）
- Zephyros（高高度滞空型無人航空機の実験機）
- Flora（高高度滞空型無人航空機の実験機）

室蘭工業大学
- オオワシ1号（超音速無人実験機）
- オオワシ2号（開発中：超音速無人実験機）

名古屋大学
- フライングフラットベッド（ダクテッドファン形VTOL実験機・無人）

東海大学
- チャレンジPlane（EVOLTAを用いた電動航空機。松下電器と共同）
- ソーラー・フェニックス（超軽量CFRPソーラー無人飛行機）

九州大学
- 小型電動飛行機（セスナ 172P改造：電気パワーユニットの実験機）

鳥取大学
- μsky（表面効果翼機の実験機シリーズ）
- 海燕（前翼型表面効果翼機の実験機シリーズ。無人。東京大学と共同）

徳島大学
- TrC2D（開発中：空飛ぶクルマ・空陸両用車）

宮崎大学
- 日向（熱飛行船）

東北大学
- MISORA（計画中：ソニックブーム低減型飛行実証実験機）

金沢工業大学
- KIT-JET（ジェットエンジン固定翼ドローン）

産業技術短期大学
- M-VTOL（一人乗り用垂直離着陸機）

日本航空学園
- 日本航空学園号（熱飛行船）

おかやま山陽高等学校
- KIBOU（空飛ぶクルマの実験機）

日本テレビ
- シゲコプター

オウム真理教
- ガルーダ（開発中止：サリン散布用飛行船）

### 滑空機
1960年ごろまでは日本飛行機など戦前から製造していたメーカーがグライダーを製造していたが、アレキサンダー・シュライハーなどの海外メーカーが主流となり現在では全て撤退している。例外としては、鳥人間コンテスト選手権大会の滑空機部門の参加機がある他、有限会社オリンポスが初級滑空機と電動モーターグライダーのキット「F.O.P-01」の開発を表明している。

### 超軽量動力機・ジャイロプレーン
TOKYO-SKY-NUTS（T.S.N）
- スパローホーク
- スズメ

エイアールブイ
- ホームビルド三河式HA-400II
- ホームビルド三河式HA-500
- ホームビルド三河式HA-600
- ホームビルド三河式トライク-G25

山陽鉄工
- 山陽鉄工式EX-03 パフィン
- 山陽鉄工式EX-04 レモン

菱和
- 菱和式つばさW1-1

ニューウイングス
- ニューウイングス式MAX

日本大学
- 日大式NHG76型
- 二宮式玉虫型飛行器-R447型（玉虫型飛行器の改良レプリカ機）

本田航空研究会
- ホンダ航研式HAR-01

ビッグバード
- ビッグバード式FR250

ビイアンドエイインタナショナル
- B&A式TB1200
- B&A式TB9 ファルコン

日本航空学園
- 日本航空学園式NK-96

ASC
- ASC式ボールスター
- ASC式トライスター
- ASC式トライイージー
- ASC式ツインスター
- 井筒式飛田T440型

第一興商
- DK式スカイトライク（英語版）

トライククラブ空界
- 空界式FJI
- 空界式FJII
- 空界式K-II

福岡航研
- α-1型

飛洋航空機製造開発
- そよかぜII型

オリンポス
- OEX-01（未成：電動実験機）
- F.O.P-01 MG（F.O.P-01のモーターグライダー仕様）

名古屋市立工業高等学校飛行機同好会
- 八〇式名市工フライヤー

個人製作機
- 坂元式YS-2：坂元義篤製作
- 坂元式YS-3MA：坂元義篤製作
- ヤナギ式パラシュート型：柳正博製作
- 国分式G6-VW1500型：国分正紀製作
- 大森式シズカ-H2703型：大森正義製作
- 国分式G7-R447型：国分正紀製作
- T&A式GS80-R582型：寺井正頼製作
- S&K式シルバーフォックス：狐崎貞琅製作
- 滝本式MTII-R447L型：滝本政弘製作
- S&K式レッドフォックス-R503L型：狐崎貞琅製作
- 滝本式MTIII-R503L型：滝本政弘製作
- S&K式ホワイトフォックス-R503L型：狐崎貞琅製作
- 国分式G6-R503型：国分正紀製作
- ToyPlane震電：青木章市製作

### 個人製作機

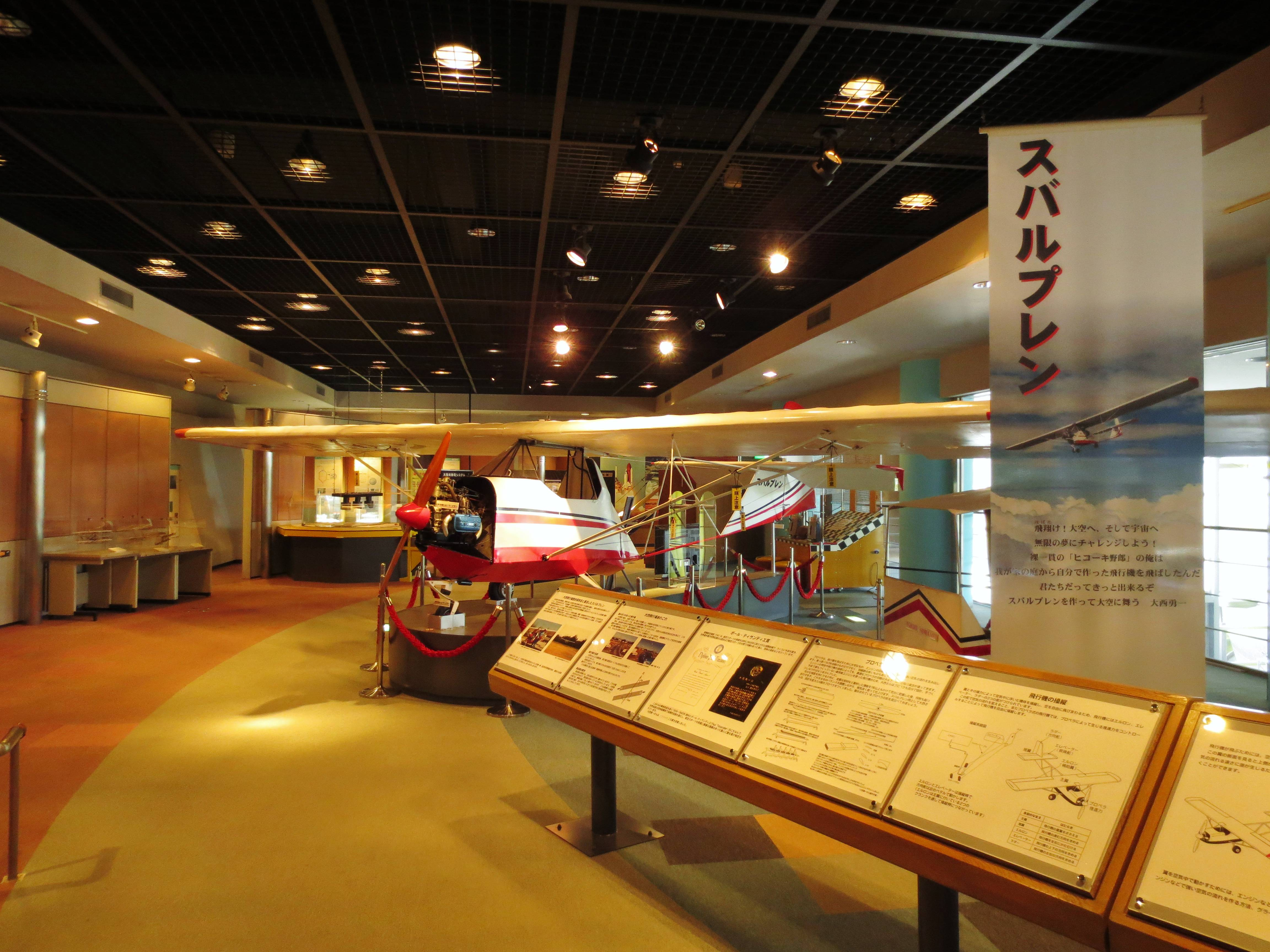
スバルプレン（向井千秋記念子ども科学館）

下記の各機の他、輸入された海外メーカーのキットプレーンが日本国内で組み立てられたケースも多数存在する。また、立川基地勤務のアメリカ軍大佐が、太平洋戦争終戦の直後に小型の複座複葉機を個人的に自作した事例などもある。
- 池田式パルスジェット・ヘリコプター：池田明製作（チップジェット式ヘリコプター）
- OG-2 エアロパブリカ：大西勇一製作（モーターグライダー）
- OX5 スバルプレン：大西勇一製作（OG-2改造：モーターグライダー）
- JEAA-S1：宮原旭製作（未成）
- HMO-235：牧野敏夫製作
- S25X / S25XII ミスタースムーシー：澤野四郎製作
- オリーブ号：向井功製作
- オリーブSMG III：向井功製作（未成：飛行艇）
- 濱尾式一型 しおからとんぼ：濱尾豊製作
- ミゼット1号 - 6号（英語版）：阿部圭一製作
- SG-5：鈴木常吉設計・肥後盛文製作
- 双発機：香田英治製作（正式名称不明）
- OSG3（OX-6）：大西勇一製作（モーターグライダー）
- 二号機：石塚忠顕製作（正式名称不明。グルナウ 4基本のモーターグライダー）
- WISH：中田テント（中田喬士）製作（有人船のプロトタイプとしての無人飛行船）
- SY 大和号：大和沢三製作
- TK-1 まりこ号：加古輝男製作
- 鳳号：中沢寛二・中澤愛一郎製作（奈良原式4号鳳号飛行機の80％スケールのレプリカ機）
- タンポポ号（Sunseeker-1）：番場健司・エリック・レイモンド（英語版）製作（ソーラープレーン。アメリカで製作）
- A-1：天野喬夫製作
- ライトフライヤー式1号機（キティホーク）復元機：前田建製作（ライトフライヤー号のレプリカ機）
- 080型：濱尾豊製作（零戦の80％スケールのレプリカ機）
- コパッチ1号 - 6号：三浦多津治製作（ヘリコプター）
- M-02 / M-02J：オープンスカイプロジェクト（八谷和彦）製作
- 小谷式ユングマン：小谷修一製作（Bü 131のレプリカ機）